# Список персонажей игр серии Sonic the Hedgehog
В данном списке перечислены персонажи из серии видеоигр Sonic the Hedgehog.
Список включает в себя только тех персонажей, которые изначально появились непосредственно в играх серии; персонажи, впервые появившиеся в мультфильмах и комиксах, созданных по мотивам серии, перечислены в отдельных списках. В этом списке также отсутствуют персонажи, встречающиеся в играх, но принадлежащие другим сериям (Mario, Nights into Dreams…, Samba de Amigo и другие).
Большая часть персонажей вымышленной вселенной Sonic the Hedgehog — антропоморфные животные. Если персонаж не имеет этого признака, это упоминается в его описании. В каждом разделе персонажи перечислены в порядке их первого появления в играх, начиная с игры Sonic the Hedgehog 1991 года.

Некоторые персонажи серии (слева направо):
Задний ряд: Вектор, Чарми, Сильвер, Эггман, Руж, Шэдоу, Биг.
Передний ряд: Эспио, Наклз, Эми, Соник, Тейлз, Чиз и Крим, Блейз.

## Главные персонажи
| Имя на русском | Имя на японском                                   | Имя на английском            | Вид                | Пол           | Первое появление                 |
| --- | ------------------------------------------------- | ---------------------------- | ------------------ | ------------- | -------------------------------- |
| Ёж Соник | ソニック・ザ・ヘッジホッグ Соникку дза Хэдзихоггу | Sonic the Hedgehog           | Ёж                 | М             | Sonic the Hedgehog (1991)        |
| Ёж Со́ник (согласно комиксам от Archie, Sonic the Hedgehog, настоящее имя — Ёж О́лджилви Мори́с) — главный, центральный персонаж серии, в честь которого она была названа. Впервые появившись в игре Sonic the Hedgehog для Sega Mega Drive/Genesis, Соник является талисманом компании Sega, придумавшей игры о нём. Соник — 15-летний ёж синего цвета, умеющий разгоняться до сверхзвуковой скорости, за что и получил своё имя (англ. sonic — «звуковой»). |                                                   |                              |                    |               |                                  |
| |                                                   |                              |                    |               |                                  |
| Доктор Айво «Эггман» Роботник | ドクタアエッグマン Докута: Эггуман                | Doctor Ivo «Eggman» Robotnik | Человек            | М             | Sonic the Hedgehog (1991)        |
| До́ктор А́йво «Э́ггман» Робо́тник — основной отрицательный персонаж серии, внук профессора Джеральда Роботника и кузен Марии Роботник, главный враг Соника. Впервые появившись в первой игре серии Sonic the Hedgehog, он показан как злой учёный-изобретатель, превращающий животных в роботов для своей армии и пытающийся заполучить могущественные мистические камни — Изумруды Хаоса. В большинстве игр, Доктор Эггман является боссом почти каждого уровня. Имея уровень IQ равным 300 баллов, он постоянно создаёт роботов, желая захватить мир и создать свою империю. |                                                   |                              |                    |               |                                  |
| |                                                   |                              |                    |               |                                  |
| Бадники | —                                                 | Badniks                      | Роботы             | Ж/М (образно) | Sonic the Hedgehog (1991)        |
| Ба́дники — серия многочисленных роботов Доктора Эггмана, которые в большом количестве рассредоточены на уровнях игр и являются основными противниками Соника и его друзей. Обычно эти разнообразные на вид роботы сконструированы в форме животных, но иногда они встречаются в виде растений и предметов. Бадники работают благодаря маленьким животным, которые запечатаны внутри них и освобождаются после уничтожения роботов. Реже бадники содержат в себе семена растений или особые кольца. Термин «Бадники» применялся, в основном, в ранних североамериканских и европейских версиях игр, но был вновь использован в игре Sonic Rivals 2. Начиная с игры Sonic Adventure, выпущенной в 1998 году, бадники встречаются всё реже, уступая место более человекоподобным версиям роботов. |                                                   |                              |                    |               |                                  |
| |                                                   |                              |                    |               |                                  |
| Животные | —                                                 | Animal friends               | Различные животные | Ж/М           | Sonic the Hedgehog (1991)        |
| Разнообразные живо́тные — маленькие неантропоморфные существа, друзья Соника. Доктор Роботник использует их для работы бадников; после уничтожения последних, животные освобождаются. Некоторые животные заключены в капсулах, обычно находящихся в конце уровня, из которых главные герои так же освобождают их. В серии Sonic the Hedgehog присутствует множество видов животных, в том числе вымышленных — таких, как фениксы, единороги и драконы. У некоторых видов есть собственные имена. Так, синие маленькие птицы называются Фли́ки; кролики — По́ки в японских версиях и Джо́нни Лайтфут в американских; пингвин — Пе́ки и Такс; петух — Ку́ки и Чирпс; белка — Ри́ки и Са́лли Э́корн; свинья — Пи́ки и По́ркер Лью́ис; морж — Ро́ки и Джо Су́ши. |                                                   |                              |                    |               |                                  |
| |                                                   |                              |                    |               |                                  |
| Майлз «Тейлз» Прауэр | マイルス «テイルス» パウア Майрусу Тэйрусу Пауа   | Miles «Tails» Prower         | Лис                | M             | Sonic the Hedgehog 2 (1992)      |
| Майлз Пра́уэр, более известный по прозвищу Тейлз (англ. Tails — «Хвостатый») — 8-летний двухвостый лис, являющийся лучшим другом и большим фанатом Соника. Впервые появился в Sonic the Hedgehog 2 для Sega Master System и Sega Game Gear, где по сюжету был похищен Доктором Эггманом, и в Sonic the Hedgehog 2 для Sega Genesis — уже как игровой персонаж. Имея такой же высокий уровень IQ как и у Доктора Эггмана, Тейлз прекрасно разбирается в механике: он построил множество механизмов, в том числе несколько самолётов «Торнадо», на которых вместе с Соником совершает путешествия. У Тейлза также есть собственные способности: он умеет летать, вращая своими двумя хвостами как пропеллером, и плавать под водой (в отличие от Соника, который не любит воду). |                                                   |                              |                    |               |                                  |
| |                                                   |                              |                    |               |                                  |
| Броненосец Майти | マイティー・ザ・アルマジロ Майти: дза Арумадзиро  | Mighty the Armadillo         | Броненосец         | М             | SegaSonic the Hedgehog (1993)    |
| Основная статья: Хаотикс (раздел Броненосец Майти). Бронено́сец Ма́йти — 16-летний броненосец красно-чёрно-жёлтого окраса, входящий в команду Хаотиксов согласно комиксам и игре Knuckles’ Chaotix. Очень сильный, за что и получил своё имя (англ. mighty — «мощный», «могучий»). Тем не менее, в играх Майти представлен как пацифист, использующий свою силу и боевые навыки лишь в том случае, когда нет другого выхода. |                                                   |                              |                    |               |                                  |
| |                                                   |                              |                    |               |                                  |
| Эми Роуз | エミー・ローズ Эми: Ро: дзу                       | Amy Rose                     | Ёж                 | Ж             | Sonic the Hedgehog CD (1993)     |
| Э́ми Ро́уз (иногда упоминаемая как Плутовка Рози) — 13-летняя розовая ежиха, впервые появившаяся в игре Sonic the Hedgehog CD. Впоследствии, этот персонаж прошёл значительные изменения во внешнем виде и характере. Эми влюблена в ёжика Соника, и всегда хочет достичь своей цели — завоевать его сердце, но при этом она очень вспыльчивый персонаж и может легко выйти из себя, когда остаётся без ответного внимания со стороны Соника. При себе Эми всегда имеет красный большой молот под названием «Piko Piko Hammer», которым чаще всего пользуется для атак. В игре Sonic Heroes Эми вела «Команду Роуз», в которую, кроме неё, так же входили крольчиха Крим и Кот Биг. |                                                   |                              |                    |               |                                  |
| |                                                   |                              |                    |               |                                  |
| Метал Соник | メタルソニック Мэтару Соникку                     | Metal Sonic                  | Робот              | М (образ)     | Sonic the Hedgehog CD (1993)     |
| Ме́тал Со́ник (известный как Металликс в комиксах Sonic the Comic) — роботизированная копия Соника, построенная Доктором Эггманом. Впервые появился в игре Sonic the Hedgehog CD, где по сюжету похищает Эми Роуз. Хотя Метал Соник и является слугой Эггмана, случалось, что он выходил из-под контроля хозяина. Считает себя настоящим Соником, а самого синего ежа — своей копией. В Sonic Free Riders он маскируется под робота E-10000B, с целью копирования способностей персонажей. Метал Соника иногда ошибочно путают с роботом Меха Соником, присутствующим в играх Sonic the Hedgehog 2 и Sonic & Knuckles. Несмотря на то, что тот также сделан по образу Соника, это два разных робота. |                                                   |                              |                    |               |                                  |
| |                                                   |                              |                    |               |                                  |
| Ехидна Наклз | ナックルズ・ザ・エキドゥナ Наккурудзу дза Экидуна | Knuckles the Echidna         | Ехидна             | М             | Sonic the Hedgehog 3 (1994)      |
| Ехи́дна Наклз — 16-летняя красная ехидна, потомок древнего племени, охраняющего могущественный камень — Мастер Изумруд. Впервые Наклз появился в игре Sonic the Hedgehog 3 в качестве соперника, однако, несколько позже переходит на сторону Соника и становится одним из основных персонажей серии. Наклз — гордый и верный своему долгу персонаж, он старается оставаться серьёзным, в противовес весёлому и беззаботному Сонику, из-за чего пребывает в напряжённых отношениях с ним. В то время как Соник является самым быстрым персонажем, Наклз обладает большой силой: он может поднимать большие блоки, превышающие его собственный вес, а также разбивать их собой. Наклзу также присуще умение парить в воздухе, теряя высоту, а зацепившись в полёте за стену — карабкаться по ней. |                                                   |                              |                    |               |                                  |
| |                                                   |                              |                    |               |                                  |
| Хамелеон Эспио | エスピオ・ザ・カメレオン Эсупио дза Камэрэон      | Espio the Chameleon          | Хамелеон           | М             | Knuckles’ Chaotix (1995)         |
| Основная статья: Хаотикс (раздел Хамелеон Эспио). Хамелео́н Э́спио — 16-летний хамелеон фиолетового цвета, входящий в команду Хаотиксов, в составе которой он впервые и появился в игре Knuckles’ Chaotix. Эспио обладает спокойным и рассудительным характером. Он, как и обычных хамелеон, может менять свой цвет в зависимости от местонахождения — иногда до такой степени, что может стать невидимым. Это, вместе с другими приёмами, персонифицируют Эспио как владеющего навыками ниндзя. |                                                   |                              |                    |               |                                  |
| |                                                   |                              |                    |               |                                  |
| Крокодил Вектор | クター・ザ・クロコダイル Бэкута: дза Курокодаиру  | Vector the Crocodile         | Крокодил           | М             | Knuckles’ Chaotix (1995)         |
| Основная статья: Хаотикс (раздел Крокодил Вектор). Крокоди́л Ве́ктор — 20-летний крокодил, лидер команды Хаотикс. Вектор упрям, самоуверен и вспыльчив, он обожает деньги и драгоценности. Также, считает себя самым главным и умным в любой ситуации. Любит рок-музыку, и всегда носит с собой плеер. В Sonic Heroes он может дышать огнём, а также надувать шары из жвачки, уничтожающие противников. |                                                   |                              |                    |               |                                  |
| |                                                   |                              |                    |               |                                  |
| Пчела Чарми | チャーミー・ビー Тя: ми: Би:                      | Charmy Bee                   | Пчела              | М             | Knuckles’ Chaotix (1995)         |
| Основная статья: Хаотикс (раздел Пчела Чарми). Пчела́ Ча́рми — 6-летний пчелёнок, входящий в команду Хаотиксов, один из самых юных персонажей серии. Он очень шаловлив, чем иногда раздражает крокодила Вектора и хамелеона Эспио. Согласно комиксам Sonic the Hedgehog и Sonic the Comic, Чарми — пчелиный принц. |                                                   |                              |                    |               |                                  |
| |                                                   |                              |                    |               |                                  |
| Кот Биг | ビッグ ・ザ ・キャット Биггу дза Кятто            | Big the Cat                  | Кот                | М             | Sonic Adventure (1998)           |
| Кот Биг — 18-летний фиолетовый кот. Он добродушно-глуповатый; любит ловить рыбу. Вместе со своим питомцем и другом: лягушонком Фрогги, живёт в джунглях. Однажды Биг становится свидетелем того, как Фрогги, у которого вырос хвост, похищает его Изумруд Хаоса, и убегает. По сюжету Sonic Adventure, Биг постоянно пытается поймать Фрогги. Поисками лягушонка он также занимается в Sonic Heroes. Хотя Биг не играет никакой роли в сюжетах игр Sonic Adventure 2 и Sonic and the Secret Rings, он встречается почти на каждом уровне этих игр. |                                                   |                              |                    |               |                                  |
| |                                                   |                              |                    |               |                                  |
| Чао | チャオ Тяо                                        | Chao                         | —                  | ?             | Sonic Adventure (1998)           |
| Ча́о — маленькие неантропоморфные существа, очень беззащитные, поэтому нуждающиеся в уходе. В играх обычно встречаются в мини-играх, где за ними необходимо всячески ухаживать. Вылупляясь из яйца и постепенно набирая навыки, чао могут эволюционировать в разнообразные формы. Из чао играющих роли в серии следует отметить питомцев Крим: чао Чиза и чао Чоколу, и Омочао — чао-помощника. |                                                   |                              |                    |               |                                  |
| |                                                   |                              |                    |               |                                  |
| Ёж Шэдоу | シャドウ・ザ・ヘッジホッグ Сядо дза Хэдзихоггу    | Shadow the Hedgehog          | Ёж                 | М             | Sonic Adventure 2 (2001)         |
| Ёж Шэ́доу — антигерой серии, чёрный с красными полосами ёж, по виду похожий на Соника. Высшая форма жизни (англ. Ultimate Form Life), был создан за 50 лет до начала событий, представленных в играх серии, профессором Джеральдом Роботником (дедушкой Доктора Эггмана), пытавшегося раскрыть секреты вечной жизни. Шэдоу жил в космической колонии АРК, его лучшим другом была внучка профессора — Мария Роботник. Но после инцидента в колонии, в котором погибла Мария, Шэдоу был помещён в стазис и спустя 50 лет его находит и освобождает Доктор Эггман, желающий присвоить проект своего дедушки. Поначалу Шэдоу, будучи обиженным на людей, действует на тёмной стороне, однако к концу игры Sonic Adventure 2 удаётся сменить его точку зрения, и Шэдоу, спасая планету, погибает. Однако, в игре Sonic Heroes на базе Эггмана его обнаруживает летучая мышь Руж. Страдая от амнезии, Шэдоу пытается выяснять о своём прошлом по сюжету Shadow the Hedgehog. С игры Sonic the Hedgehog 2006 года Шэдоу является агентом организации GUN. |                                                   |                              |                    |               |                                  |
| |                                                   |                              |                    |               |                                  |
| Летучая мышь Руж | ルージュ・ザ・バット Ру: дзю дза Батто            | Rouge the Bat                | Летучая мышь       | Ж             | Sonic Adventure 2 (2001)         |
| Лету́чая мышь Руж — 18-летняя белая летучая мышь, известная воровка и агент организации GUN. Руж постоянно коллекционирует драгоценные камни, и, к неудовольствию ехидны Наклза, стремится заполучить охраняемый им Мастер Изумруд. Но она также может быть героической и сочувствующей, что делает её нейтральным персонажем. Её друзья, такие же антигерои, — ёж Шэдоу и робот E-123 Омега, с которыми она, начиная с игры Sonic Heroes, входит в «Тёмную команду». |                                                   |                              |                    |               |                                  |
| |                                                   |                              |                    |               |                                  |
| Крольчиха Крим | クリーム・ザ・ラビット Кури: му дза Рабитто       | Cream the Rabbit             | Кролик             | Ж             | Sonic Advance 2 (2002)           |
| Крольчи́ха Крим — 6-летняя крольчиха. Первый раз она появилась в игре Sonic Advance 2, в которой Крим и её мать Ваниллу спас от Эггмана Соник. Получила своё имя (англ. Cream) благодаря собственной шерсти кремового цвета. Крим — очень вежливая и дружелюбная, старающаяся относиться ко всем хорошо и ладить с другими. Её лучший друг — чао Чиз, который ей помогает в схватках с врагами. Она также умеет летать, используя свои длинные, свисающие уши. Её лучшая подруга — Эми; с ней и с котом Бигом Крим входит в «Команду Роуз» в игре Sonic Heroes. |                                                   |                              |                    |               |                                  |
| |                                                   |                              |                    |               |                                  |
| Кошка Блейз | ブレイズ・ザ・キャット Бурэйдзу дза Кятто         | Blaze the Cat                | Кошка              | Ж             | Sonic Rush (2005)                |
| Ко́шка Блейз — 14-летняя кошка фиолетового цвета. В игре Sonic the Hedgehog 2006 года она вместе с ежом Сильвером живёт в будущем. В конце этой игры Блейз жертвует собой, чтобы спасти свой мир от разрушения. Так как события Sonic the Hedgehog не произошли, в остальных играх серии у Блейз альтернативная роль, согласно которой она — принцесса, живущая в параллельном измерении (Измерении Сол), и охраняющая Сол Изумруды. Блейз обычно спокойна и уравновешенна. Несмотря, что она немного замкнута, ей удаётся подружиться с Крим, Соником, Тэйлзом и Марин. Как и подразумевает её имя (англ. blaze — «пламя»), главная способность Блейз — пирокинез, управление огнём. |                                                   |                              |                    |               |                                  |
| |                                                   |                              |                    |               |                                  |
| Ёж Сильвер | シルバー・ザ・ヘッジホッグ Сируба: дза Хэдзихоггу | Silver the Hedgehog          | Ёж                 | М             | Sonic the Hedgehog (2006)        |
| Ёж Си́львер — 14-летний ёж белого цвета. Впервые появился в игре Sonic the Hedgehog 2006 года как один из игровых персонажей. По сюжету игры, он с кошкой Блейз живёт в будущем за 200 лет после событий игры, в мире, уничтоженном демоном Иблисом. Для того, чтобы спасти свой мир, он вместе с Блейз отправляется в прошлое, чтобы предотвратить появление демона. Так как события Sonic the Hedgehog не произошли, Сильвер вновь знакомится с Соником в игре Sonic Rivals, опять прибывая для того, чтобы спасти будущее, на этот раз от Эггмана Нега. Сильвер — положительный и добрый герой, однако он немного наивен. Его главная способность — телекинез, поднятие в воздух различных предметов силой мысли. Также он может создавать острые сгустки энергии и кидаться ими во врага. |                                                   |                              |                    |               |                                  |
| |                                                   |                              |                    |               |                                  |
| Барсучиха Стикс | スティックス・ザ・バジャー Сутиккусу дза Бадзя:   | Sticks the Badger            | Барсук             | Ж             | Sonic Boom: Rise of Lyric (2014) |
| Барсучи́ха Стикс — оранжевая барсучиха, героиня серии Sonic Boom. Впервые появилась в игре Sonic Boom: Rise of Lyric, однако в качестве играбельного персонажа дебютировала в Sonic Boom: Shattered Crystal. Она показана несколько параноидальной личностью, не доверяющей технике и другим антропоморфным животным. Дружит с Соником, Тейлзом, Наклзом и Эми, которые помогают подруге исправить последствия её долгого пребывания в отшельничестве. В играх серии её отличительным умением является использование бумеранга — с его помощью она может активировать переключатели, не достигаемые обычным образом, а также для ближнего и дальнего боя. |                                                   |                              |                    |               |                                  |

### Другие персонажи
| E-105 Дзета |

| Имя на русском | Имя на японском                                                                 | Имя на английском                 | Вид                          | Пол         | Первое появление                              |
| Флики | フリッキー Фурикки:                                                             | Flicky                            | Птицы                        | Ж/М         | Sonic the Hedgehog (1991)                     |
| Фли́ки — маленькие неантропоморфные птички, в основном синего цвета. Впервые появились в игре для аркадного автомата Flicky, вышедшей за 7 лет до появления серии Sonic the Hedgehog. В играх обычно используются в качестве двигателей для бадников, либо находятся внутри капсул. Играют большую роль в сюжете игры Sonic 3D. Наиболее известные — Лили (или просто Птичка в Sonic Adventure), и её родители/брат и сестра. |                                                                                 |                                   |                              |             |                                               |
| |                                                                                 |                                   |                              |             |                                               |
| Меха Соник / Сильвер Соник | メカソニック Мэка Соникку                                                       | Mecha Sonic / Silver Sonic        | Робот                        | М (образ)   | Sonic the Hedgehog 2 (1992)                   |
| Ме́ха Со́ник — первый сконструированный Доктором Роботником механический клон Соника. В игре Sonic the Hedgehog 2 (1992), где он впервые появляется, Меха Соник представляет собой сделанного по образу главного героя робота серого металлического цвета и несколько более высокого в росте. Там Меха Соник играет роль предпоследнего босса на финальном уровне «Death Egg». Точное официальное название этого персонажа определить невозможно: в японских руководствах Sonic the Hedgehog 2 и Sonic Jam он упоминается как Меха Соник, в европейском руководстве Sonic the Hedgehog 2 и комиксах Sonic the Hedgehog как Си́львер Со́ник, а в комиксах Sonic the Comic его имя не называется. Следующей после Меха Соника робо-версией главного героя был Метал Соник, впервые появившийся в игре Sonic the Hedgehog CD (1993). Однако, новый Меха Соник появляется в игре Sonic & Knuckles 1994 года. В этой игре он отличается от своей первой версии из Sonic 2: у него синий окрас и он внешне похож на Метал Соника. Кроме того, в Sonic & Knuckles Меха Соник играет бо́льшую роль в качестве противника. Он появляется на уровне «Sky Sanctuary», где атакует главных героев игры, и впоследствии сражается с Соником несколько раз. В сюжетной линии Ехидны Наклза Меха Соник использует Мастер Изумруд для превращения в супер-форму (Супер Меха Соника). Персонаж также присутствует в комиксах Sonic the Hedgehog: версия робота, встречающаяся в Sonic the Hedgehog 2 названа как Сильвер Соник, при этом Меха Соник не изобретение Доктора Эггмана, а роботизированная версия самого Соника. |                                                                                 |                                   |                              |             |                                               |
| |                                                                                 |                                   |                              |             |                                               |
| Принцесса Салли Алисия Акорн | —                                                                               | Princess Sally Alicia Acorn       | Бурундук                     | Ж           | Sonic the Hedgehog (мультсериал) (1993)       |
| Принцесса Салли Алисия Акорн — бурундучиха с красными волосами, появляющаяся в основном в мультсериале Sonic the Hedgehog и комиксах от Archie Comics. В обоих произведениях является единственной наследницей свергнутого Роботником короля Моботрополиса. Возглавляет группу Борцов за Свободу в которую помимо неё также входят ёж Соник, лисёнок Тейлз, морж Ротор, Банни Раббот и койот Антуан. В рамках игровой серии единожды появилась в качестве камео в игре Sonic Spinball для Sega Genesis. |                                                                                 |                                   |                              |             |                                               |
| |                                                                                 |                                   |                              |             |                                               |
| Летяга Рей | レイ・ザ・フライングスクイレル Рей дза Фурайнгу Сукуйрэру                       | Ray the Flying Squirrel           | Летяга                       | М           | SegaSonic the Hedgehog (1993)                 |
| Летя́га Рей — жёлтая белка-летяга, старый друг ежа Соника и броненосца Майти. Первая и единственная игра в которой он появлялся — SegaSonic the Hedgehog, в которой он вместе с Соником и Майти попал в плен к Доктору Роботнику.Вторая игра в которой он появился Sonic Mania. В комиксах Sonic the Hedgehog входит в состав команды Хаотикс. |                                                                                 |                                   |                              |             |                                               |
| |                                                                                 |                                   |                              |             |                                               |
| Эгг Робо | エッグロボ Эггуробо                                                             | EggRobo                           | Робот                        | М (образ)   | Sonic & Knuckles (1994)                       |
| Эгг Ро́бо (Э́ггботс в комиксах Sonic the Hedgehog) — человекоподобный робот, яйцевидной формы, напоминающий Доктора Эггмана. В игре Sonic & Knuckles является боссом для Наклза в каждой зоне (кроме «Flying Battery Zone»). Появляется как игровой персонаж в играх Sonic R и Sonic Adventure 2 (в мини-игре). |                                                                                 |                                   |                              |             |                                               |
| |                                                                                 |                                   |                              |             |                                               |
| Стрелок Фанг / Ласка Нак | ファング・ザ・スナイパー Фангу дза Сунайпа:                                     | Fang the Sniper / Nack the Weasel | Ласка / полуласка-полуволк   | М           | Sonic the Hedgehog Triple Trouble (1994)      |
| Стрело́к Фанг, или Ла́ска Нак — фиолетовая ласка (в играх наполовину ласка, наполовину волк), охотник за сокровищами. Он любит деньги и ценные вещи. Носит большую коричневую шляпу, также первый персонаж серии использующий оружие. В комиксах Sonic the Comic входил в команду Хаотикс, но предал их. В комиксах Sonic the Hedgehog имеет сестру Ник. |                                                                                 |                                   |                              |             |                                               |
| |                                                                                 |                                   |                              |             |                                               |
| Хэви и Бомб |                                                                                 | Heavy and Bomb                    | Роботы                       | М (образ)   | Knuckles’ Chaotix (1995)                      |
| Основная статья: Хаотикс (раздел Хэви и Бомб). Хэ́ви и Бомб — два робота, впервые появившиеся в игре Knuckles’ Chaotix. Они утверждают, что сбежали от злого Доктора Роботника, однако неизвестно, хотят ли они просто помочь Наклзу и его друзьям, или посланы Роботником, чтобы замедлить их. Хэви — неуклюжий робот серебряного цвета, который был главным механиком Доктора Эггмана. Он неуязвим для бадников, но, как и предполагает его имя, тяжёлый и медленный. Бомб — маленький красный робот, похожий на бомбу. Он не очень сильный и быстрый. Умеет взрывать себя после того как кто-нибудь нанесёт ему урон, однако после взрыва всегда восстанавливается. |                                                                                 |                                   |                              |             |                                               |
| |                                                                                 |                                   |                              |             |                                               |
| Витчкарт | ウィチカート Витика: то                                                         | Witchcart                         | Человек                      | Ж           | Tails' Skypatrol (1995)                       |
| Витчкарт — старуха-ведьма, которая ездит на специализированной железнодорожной тележке; главный злодей и финальный босс в игре Tails' Skypatrol. Объявившись на острове, заявила, что он принадлежит ей, а кто не согласен, того превратит в кристалл. С помощью своих помощников: волка Фоквулфа, медведя Беренгера, крольчихи Каротии, а также некоторых бадников, Витчкарт контролировала остров, при этом укрываясь в Тёмном Замке. В игре Тейлз должен победить её и её помощников. |                                                                                 |                                   |                              |             |                                               |
| |                                                                                 |                                   |                              |             |                                               |
| Фоквулф | ホッケウルフ Хоккэуруфу                                                         | Focke-Wulf                        | Волк                         | М           | Tails' Skypatrol (1995)                       |
| Фоквулф — синий волк, помощник Витчкарт, первый босс игры Tails' Skypatrol. Он встречается в конце уровня «Rail Canyon», где ездит на летающем мотоцикле. Его имя, возможно, является отсылкой на Focke-Wulf — немецкую фирму, известную строительством самолётов во Второй мировой войне. |                                                                                 |                                   |                              |             |                                               |
| |                                                                                 |                                   |                              |             |                                               |
| Беренгер | ベアンジャ Бэандзя                                                              | Bearenger                         | Медведь                      | М           | Tails' Skypatrol (1995)                       |
| Бе́ренгер — чёрный медведь, один из трёх помощников Витчкарт. Он ездит на маленькой ракете с изображением акульей пасти, и патрулирует остров. Является боссом зоны «Ruin Wood» в игре Tails' Skypatrol. |                                                                                 |                                   |                              |             |                                               |
| |                                                                                 |                                   |                              |             |                                               |
| Каротия | キャロッティア Кяроттиа                                                         | Carrotia                          | Кролик                       | Ж           | Tails' Skypatrol (1995)                       |
| Каро́тия — голубая крольчиха, вместе с Фоквулфом и Беренгером является помощником Витчкарт. Она ездит на летающей морковке, и патрулирует зону «Metal Island». В Tails' Skypatrol, Каротия — третий босс, атакующий морковками и поцелуями. |                                                                                 |                                   |                              |             |                                               |
| |                                                                                 |                                   |                              |             |                                               |
| — | グレイトバトルクック15世 Гурэйто Батору Кукку Дзюго Сэй                         | Grand Battle Kukku 15th           | Птица                        | М           | Tails Adventure (1995)                        |
| Grand Battle Kukku 15th — лидер армии птиц Battle Kukku Army, а также финальный босс игры Tails Adventure. Борется с помощью бомб, которые разбрасывает вокруг себя. Является отцом Спиди. |                                                                                 |                                   |                              |             |                                               |
| |                                                                                 |                                   |                              |             |                                               |
| Спиди | グレイトバトルクック16世 Гурэйто Батору Кукку Дзюроку Сэй / スピーディ Супи: ди | Battle Kukku 16th / Speedy        | Птица                        | М           | Tails Adventure (1995)                        |
| Battle Kukku 16th, также известный как Спи́ди — наследник престола птичьей армии Battle Kukku Army, представляет собой птицу с зелёным оперением. По сюжету игры постоянно вредит Тейлзу. Последнему приходиться два раза сражаться со Спиди. |                                                                                 |                                   |                              |             |                                               |
| |                                                                                 |                                   |                              |             |                                               |
| Доктор Фукуроков | ドクター・フクロコフ Докута: Фукурокофу                                         | Doctor Fukurokov                  | Филин                        | М           | Tails Adventure (1995)                        |
| До́ктор Фуку́роков — пожилой филин с огромной бородой, злой учёный, работающий на армию птиц. Встречается в игре Tails Adventure, на уровне «Coco Island», где устраивает ловушку Тейлзу. Его имя происходит от японского «Фукуро» — сова. |                                                                                 |                                   |                              |             |                                               |
| |                                                                                 |                                   |                              |             |                                               |
| Белый медведь Барк | バーク・ザ・ポーラーベアー Ба: ку дза По: ра: бэа:                              | Bark the Polar Bear               | Белый медведь                | М           | Sonic the Fighters (1996)                     |
| Бе́лый медве́дь Барк — белый медведь жёлтого цвета. Единственная игра серии в которой он появлялся — Sonic the Fighters. Барк очень силён, но при этом медлителен. Также встречается в игре Fighters Megamix в качестве открываемого персонажа; помимо того, присутствует в комиксах Sonic the Hedgehog. |                                                                                 |                                   |                              |             |                                               |
| |                                                                                 |                                   |                              |             |                                               |
| Динамит Бин | ビーン・ザ・ダイナマイト Би: н дза Дайнамайто                                   | Bean the Dynamite                 | Утка                         | М           | Sonic the Fighters (1996)                     |
| Динамит Бин — зелёная утка, впервые появившаяся в игре Sonic the Fighters. Бин любит бросать бомбы в своих врагов, и, кажется, у него их бесконечное количество. Он был составлен по образцу персонажей Бина и Пина из игры Dynamite Dux. Также присутствует в игре Fighters Megamix в качестве открываемого игрового персонажа; кроме того, появляется в комиксах Sonic the Hedgehog. |                                                                                 |                                   |                              |             |                                               |
| |                                                                                 |                                   |                              |             |                                               |
| Тейлз Долл | テイルス・ドール Тэйрусу До: ру                                                 | Tails Doll                        | Робот                        | М (образ)   | Sonic R (1997)                                |
| Тейлз Долл — кукла-робот, созданная Роботником, клон Тейлза. Его особенностью является железный стержень с красным камнем, выступающий из верхней части его головы, и, похоже, контролирующий его движения. Тейлз Долл очень медленный, но при этом может долго лететь, а также умеет плавать. Единственная игра, в которой он появлялся — Sonic R. Однако в Sonic Adventure на тренировочном уровне за Гамму, в качестве мишеней используются куклы Соника, Тейлза и Наклза; кукла Тейлза в этой игре была названа Тейлз Долом в Sonic Rivals. Особенную популярность среди фанатов серии этот персонаж получил благодаря городской легенде о якобы связанном с ним проклятии. |                                                                                 |                                   |                              |             |                                               |
| |                                                                                 |                                   |                              |             |                                               |
| Метал Наклз |                                                                                 | Metal Knuckles                    | Робот                        | М (образ)   | Sonic R (1997)                                |
| Ме́тал Наклз — металлический клон Наклза, сконструированный Доктором Эггманом. Был создан для того, чтобы победить Наклза. Как и Тейлз Долл, появился только в игре Sonic R. |                                                                                 |                                   |                              |             |                                               |
| |                                                                                 |                                   |                              |             |                                               |
| E-102 Гамма | ガンマ Гамма                                                                    | E-102 Gamma                       | Робот                        | М (образ)   | Sonic Adventure (1998)                        |
| E-102 Га́мма — робот Эггмана, красного цвета, серии E-100. Первоначально, как и все роботы Эггмана, созданный для разрушительных целей, он, встретив Эми, переходит на другую сторону. Гамма решает спасти своих «братьев»: остальных роботов серии, для этого ему приходиться сражаться с ними, а потом освобождать запечатанных в них животных. Но в последнем бою с Бетой, он, сумев его уничтожить, взрывается сам. Из Гаммы вылетает розовая птичка, ранее запечатанная в нём. Позже Эггман использует дизайн Гаммы для создания роботов E-1000, а из его разрушенных частей создаёт Ха́ос Га́мму. |                                                                                 |                                   |                              |             |                                               |
| |                                                                                 |                                   |                              |             |                                               |
| Ехидна Тикал | ティカル Тикару                                                                 | Tikal the Echidna                 | Ехидна                       | Ж           | Sonic Adventure (1998)                        |
| Ехи́дна Тикал — 14-летняя оранжевая ехидна, принцесса древнего племени ехидн, дочь вождя Пачакамака. Добрая и чистосердечная, она выступает против алчности и войн, и стремится к гармонии и миру. Тикал нашла у алтаря с Мастером Изумрудом существ Чао и их охранника, водяного духа Хаоса, и подружилась с ними. Когда её отец решил использовать Изумруды в своих целях, она безуспешно пыталась остановить его; но в результате разгневанный Хаос уничтожил племя. Чтобы его остановить, Тикал запечатала себя вместе с Хаосом в Мастер Изумруд. Спустя 3000 лет, Доктор Эггман, разбив Изумруд, выпустил до сих пор злого Хаоса, и Тикал, в форме парящего шара света, помогает персонажам, изредка перенося их в прошлое. В конце она появляется в своей настоящей форме, и, вместе с умиротворённым Хаосом, исчезает. Она названа в честь Тикаля — одного из крупнейших городищ майя. |                                                                                 |                                   |                              |             |                                               |
| |                                                                                 |                                   |                              |             |                                               |
| Хаос | カオス Каосу                                                                    | Chaos                             | Мутированное чао             | М (образ)   | Sonic Adventure (1998)                        |
| Ха́ос — нестареющее, бессмертное существо, состоящее из воды; первый известный защитник Изумрудов Хаоса, Мастера Изумруда и чао. По сюжету Sonic Adventure, и его адаптациях в комиксах Sonic the Comic и Sonic the Hedgehog, вождь племени ехидн Пачакамак захотел украсть Изумруды, чтобы побеждать в войнах. Во время атаки его войск на Храм Изумрудов, было убито много чао. В порыве гнева Хаос уничтожил большую часть племени и, поглощая силу Изумрудов, собирался уничтожить весь мир. Дочери вождя, ехидне Тикал, пришлось запечатать себя вместе с Хаосом в Мастер Изумруд. Спустя много лет, Доктор Эггман, узнав о Хаосе, решает использовать его в своих целях. Для этого он разбивает Мастер Изумруд, освобождая Хаоса. Поглощая один за другим силы Изумрудов, до сих пор рассерженный Хаос становится всё сильней, и, в конце концов, предаёт Эггмана. Поглотив отрицательную энергию всех семи Изумрудов, он превращается в свою супер-форму, и собирается уничтожить город, а потом и мир. Однако после победы над ним Супер Соника, Хаос очищается от злой энергии. В конце он, вместе с Тикал, исчезает в спышке света. Хаоса также можно встретить в Sonic Battle, где он может научить робота Эмерла новым приёмам. |                                                                                 |                                   |                              |             |                                               |
| |                                                                                 |                                   |                              |             |                                               |
| E-101 Бета | ベータ Бэ: та                                                                   | E-101 Beta                        | Робот                        | М (образ)   | Sonic Adventure (1998)                        |
| E-101 Бе́та — робот Эггмана, серии E-100, чёрного цвета. Созданный самым первым, считался более «продвинутой» моделью, но после победы над ним Гаммы, Эггман решает перемоделировать Гамму. Он создаёт усовершенствованную модель: E-101 MKII. Когда Гамма находит «нового» Бету, он, желая «спасти» его, начинает сражаться с ним. Гамме удаётся победить Бету, но перед взрывом последний успевает выстрелить в Гамму. Из роботов освобождаются две флики — родители Птички, голубой флики, спасённой Эми. |                                                                                 |                                   |                              |             |                                               |
| |                                                                                 |                                   |                              |             |                                               |
| E-103 Дельта | デルタ Дэрута                                                                   | E-103 Delta                       | Робот                        | М (образ)   | Sonic Adventure (1998)                        |
| E-103 Де́льта — робот Доктора Эггмана, серии E-100, синего цвета. Как и другим роботам серии, Эггман даёт ему миссию найти лягушку с хвостом, но когда Дельта не справляется с заданием, телепортирует его прочь. Позже Гамме приходится сразиться с ним, чтобы освободить заключённое в Дельте животное. |                                                                                 |                                   |                              |             |                                               |
| |                                                                                 |                                   |                              |             |                                               |
| E-104 Эпсилон | イプシロン Ипусирон                                                             | E-104 Epsilon                     | Робот                        | М (образ)   | Sonic Adventure (1998)                        |
| E-104 Э́псилон — один из роботов Эггмана, жёлтого цвета. После провала задания, Эггман вместе Дельтой и Дзетой телепортирует его в неизвестное место. Когда его, на Красной Горе, находит Гамма, Эпсилон уже оснащён ракетными установками. В битве с Эпсилоном Гамма выходит победителем; после взрыва Эпсилона, освобождается, заключённая в нём, жёлтая флики. |                                                                                 |                                   |                              |             |                                               |
| |                                                                                 |                                   |                              |             |                                               |
| E-105 Дзета | ゼータ Дзэ: та                                                                  | E-105 Zeta                        | Робот                        | М (образ)   | Sonic Adventure (1998)                        |
| E-105 Дзе́та — робот серии E-100, созданный Доктором Эггманом, фиолетового цвета. Как и Дзета, и Эпсилон, он, провалив миссию по поимке лягушки, телепортирован Эггманом. После этого, Эггман полностью меняет дизайн Дзеты. Когда Гамма находит его на борту Egg Carrier, он представляет собой огромную пушку. Однако Гамме удаётся уничтожить Дзету и освободить заключённую в нём птичку. В Sonic X его роль играет Бета, поэтому он появляется только в 31-й серии. |                                                                                 |                                   |                              |             |                                               |
| |                                                                                 |                                   |                              |             |                                               |
| ЗИРО | アルファ Аруфа                                                                  | ZERO / E-100 Alpha                | Робот                        | М (образ)   | Sonic Adventure (1998)                        |
| Зи́ро, также известный как E-100 А́льфа — робот Эггмана, зелёного цвета, отличающийся дизайном от Беты, Гаммы, Дельты, Эпсилона и Дзеты. Его миссия состоит в поимке голубой флики, а когда за неё вступается Эми, робот начинает гоняться за ними обеими. В конце концов, Эми удаётся уничтожить Зиро. Он также появляется на специальном уровне в Sonic Advance 2; там Зиро упоминается как Робот-охранник Доктора Эггмана. |                                                                                 |                                   |                              |             |                                               |
| |                                                                                 |                                   |                              |             |                                               |
| Пачакамак | パチャカマ Патякама                                                             | Pachacamac                        | Ехидна                       | М           | Sonic Adventure (1998)                        |
| Пачакамак (в Sonic the Comic ошибочно Почакамак) — красно-коричневая ехидна, с жёлтыми полосками; вождь древнего племени ехидн, отец ехидны Тикал, предок Наклза. Стремясь захватить чужие земли, он захотел заполучить Изумруды Хаоса. Его дочь пыталась защитить храм и чао, но Пачакамак проигнорировал её призывы. Его войска убили чао, что рассердило их защитника Хаоса. Рассерженный, он убил Пачакамака и его воинов, и уничтожил их земли. Будучи убитым 4 000 лет назад, история Пачакамака показана только в флешбэках. Его имя — это название древнего города инков Пачакамака, а также божества Пача Камака. |                                                                                 |                                   |                              |             |                                               |
| |                                                                                 |                                   |                              |             |                                               |
| Фрогги | カエルくん Каэру-кун                                                            | Froggy                            | Лягушка                      | М           | Sonic Adventure (1998)                        |
| Фро́гги — неантропоморфная лягушка, питомец и лучший друг кота Бига. Однажды он проглотил Изумруд Хаоса, а заодно и хвост Хаоса (в результате у лягушонка вырос собственный). Доктор Эггман зная об этом, послал своих роботов на поиски Фрогги; поймать лягушонка удалось роботу Гамме. Хозяин Фрогги, Биг, тем временем безрезультатно пытался найти своего друга. Когда Хаос в шестой форме поглотил Фрогги и тем самым восстановил свой хвост, Бигу удалось спасти лягушонка. В Sonic Heroes Метал Соник похищает Фрогги, чтобы скопировать оставшиеся в нём данные Хаоса и Бигу вновь приходится спасать его. В некоторых играх Биг иногда использует Фрогги в своих атаках. Фрогги появляется в игре Sonic & Sega All-Stars Racing, где лягушка может прыгать по трассе, превращая всех гонщиков в лепёшку. |                                                                                 |                                   |                              |             |                                               |
| |                                                                                 |                                   |                              |             |                                               |
| Лили | —                                                                               | Lily / Birdie                     | Флики                        | Ж           | Sonic Adventure (1998)                        |
| Ли́ли, в Sonic Adventure названная просто Пти́чкой — голубая флики, друг Эми. На шее носит медальон с Изумрудом Хаоса и фотографией её семьи. Убегая от робота Зиро, сталкивается с Эми, в результате последняя обещает защищать её. Лили становится одной из причин отказа робота Гаммы от следования его программы. В результате поисков, Лили, вместе с Эми, находит своих родителей (в Sonic X брата и сестру), которые были заключены в роботов Бету и Гамму, но в последний момент в Лили стреляет Зиро. Однако рана оказывается не серьёзной, и птичка воссоединяется с семьёй. В разных источниках пол Лили различен: так, в Sonic Adventure Лили упоминается в мужском роде, а в Sonic X — в женском. |                                                                                 |                                   |                              |             |                                               |
| |                                                                                 |                                   |                              |             |                                               |
| Лумина Флоулайт | ルミナ・フロウライト Румина Фурорайто                                           | Lumina Flowlight                  | ?                            | Ж           | Sonic Shuffle (2000)                          |
| Лумина Флоулайт — розовое, похожее на фею существо; половина правительницы Maginaryworld’а Иллумины. Вместе с ней Лумина охраняет камень Precioustone. После того как Войд разрушил камень, она переносит Соника, Тейлза, Наклза, Эми и, случайно, Эггмана в свой мир. Соник с друзьями помогают ей восстановить Maginaryworld, и остановить Войда. В конце концов, Лумина понимает, что они с Войдом дополняют друг друга, и благодаря этому люди могут мечтать. |                                                                                 |                                   |                              |             |                                               |
| |                                                                                 |                                   |                              |             |                                               |
| Войд | ヴォイド Войдо                                                                  | Void                              | ?                            | М           | Sonic Shuffle (2000)                          |
| Войд — главный злодей Sonic Shuffle. В начале игры он уничтожает Precioustone, который контролирует его мир, Maginaryworld. Соник и его друзья, переносятся в этот мир, чтобы победить его и восстановить камень. На протяжении всей игры Войд показывает признаки депрессии и одиночества, и это затрагивает сердца Соника и друзей, которые, в свою очередь, хотят помочь ему. В конце игры оказывается, что Войд необходим для баланса в Maginaryworld, так как он — небытие, которое дает людям способность мечтать. Войд на самом деле половина правительницы Maginaryworld’а Иллумины, а Лумина Флоулайт другая её половина. Поэтому Соник с друзьями не уничтожают его, зная, что они с Луминой уравновешивают друг друга. |                                                                                 |                                   |                              |             |                                               |
| |                                                                                 |                                   |                              |             |                                               |
| Иллумина | イルミナ Ирумина                                                                | Illumina                          | Божество                     | Ж           | Sonic Shuffle (2000)                          |
| Иллумина — богиня Maginaryworld’а, мира где мечты существ всех измерений принимают форму. Её обязанностью является защита Precioustone’а, объекта, который создал и постоянно поддерживает существование Maginaryworld’а. Однажды её долг перерастает в неуверенность в себе и она забывает про свои мечты. Этот внутренний конфликт был так силён, что разделил её на два существа, каждый из которых представляет противоположные концы спектра эмоций: положительную — Лумину и негативного — Войда. Ни один из них мог вспомнить, что они часть Иллумины. Лумина полагала, что она была подчинённой богини, а при отсутствии положительных эмоций Войд разрушил Precioustone. То, что они одно целое раскрывается в конце Sonic Shuffle, когда Лумина понимает, что баланс между положительными и отрицательными эмоциями нужен людям, чтобы создать и достичь своей мечты. После этого Войд и Лумина вновь сливаются в одно существо Иллумину. |                                                                                 |                                   |                              |             |                                               |
| |                                                                                 |                                   |                              |             |                                               |
| Мария Роботник | マリア・ロボトニック Мариа Роботоникку                                          | Maria Robotnik                    | Человек                      | Ж           | Sonic Adventure 2 (2001)                      |
| Мари́я Робо́тник — 12-летняя внучка профессора Джеральда Роботника и кузина Эггмана. За 50 лет до начала событий серии, она вместе с дедом жила на космической колонии АРК; так как была заражена NIDS. Джеральд Роботник создал Шэдоу, чтобы изучить бессмертие и благодаря этому попытаться вылечить свою внучку. Мария была лучшим другом Шэдоу и будущего командира GUN. Она погибла, спасая Шэдоу от штурмовавших колонию солдат GUN. Несмотря на это Мария умирая, сказала Шэдоу, чтобы он дал людям возможность быть счастливыми. |                                                                                 |                                   |                              |             |                                               |
| |                                                                                 |                                   |                              |             |                                               |
| Джеральд Роботник | ジェラルド・ロボトニック Дзэрарудо Роботоникку                                  | Gerald Robotnik                   | Человек                      | М           | Sonic Adventure 2 (2001)                      |
| Профессор Дже́ральд Робо́тник или Профе́ссор Дже́ральд — дед Айво Роботника (Эггмана) и Марии. Создатель ежа Шэдоу, также создал космическую колонию АРК, Биолизарда, Искусственных Хаосов, Eclipse Cannon и Chaos Drives. В своих дневниках описал четвёртую великую цивилизацию — клан Ноктюрн и изучил древнего робота Эмерла. За 50 лет до начала событий серии он, живя на космической колонии АРК, получил задание создать Высшую Форму Жизни, чтобы изучить бессмертие. Так как это могло помочь его больной внучке, Джеральд согласился. Ему пришлось пойти на тайное сотрудничество с инопланетянином Блэк Думом; вместе они смогли создать Шэдоу. Тем не менее, правительство и военные организации боясь, что проект может стать угрозой для мира, напали на АРК. В результате Мария была убита, а Джеральд попал в тюрьму, и позже казнён. Но обезумевший учёный, успел создать план, благодаря которому планета могла быть уничтожена. |                                                                                 |                                   |                              |             |                                               |
| |                                                                                 |                                   |                              |             |                                               |
| Биолизард | バイオリザード Байоридза: до                                                    | Biolizard                         | Гигантская ящерица           | М (косвено) | Sonic Adventure 2 (2001)                      |
| Биолиза́рд, также известный как Прототи́п Вы́сшей Фо́рмы Жи́зни — ранняя версия проекта «Тень», представляет собой гигантскую неантропоморфную ящерицу с системой жизнеобеспечения на спине; финальный босс Sonic Adventure 2. Был создан Джеральдом Роботником, но после инцидента на АРКе был отключён. После того как на космической станции запустилась программа уничтожения Земли, Биолизард очнулся и решил не дать Сонику и друзьям остановить несущийся к Земле АРК. После уничтожения Шэдоу его системы обеспечения, Биолизард телепортировался наружу и слился с колонией, превратившись в FinalHazard’а. Был уничтожен Супер Соником и Супер Шэдоу. |                                                                                 |                                   |                              |             |                                               |
| |                                                                                 |                                   |                              |             |                                               |
| Президент | 大統領 Дайторё                                                                  | President                         | Человек                      | М           | Sonic Adventure 2 (2001)                      |
| Президе́нт — глава Единой Федерации, государства мира Соника, похожего на Соединённые Штаты Америки. Живёт в Центральном Городе, в здании очень похожем на Белый дом. Иногда проявляет интерес к деятельности GUN. Президенты из Sonic X и Sonic the Movie не имеют с ним связи, так как это разные президенты. |                                                                                 |                                   |                              |             |                                               |
| |                                                                                 |                                   |                              |             |                                               |
| Король Бум Бу | キングブーブ Кингу Бу: Бу                                                       | King Boom Boo                     | Привидение                   | М (косвено) | Sonic Adventure 2 (2001)                      |
| Коро́ль Бум Бу — лидер привидений, живущих в пирамиде, в которой расположена секретная база Эггмана в Sonic Adventure 2. Он отличается от других призраков большим размером, синим ртом с зубами и разноцветным языком. Является одним из боссов Sonic Adventure 2. В Sonic X он не появляется в адаптации сюжета Sonic Adventure 2, но его вместе с другими привидениями можно увидеть в одном старом замке. В отличие от игры там, у Короля Бум Бу вполне связная речь, также он может имитировать чей-нибудь голос. |                                                                                 |                                   |                              |             |                                               |
| |                                                                                 |                                   |                              |             |                                               |
| Омочао | オモチャオ Омотяо                                                               | Omochao                           | Чао                          | —           | Sonic Adventure 2 (2001)                      |
| Омоча́о — чао-робот, являющийся своеобразным «помощником» игрока, объясняющего основы игры. Происхождение этого чао неизвестно, Омочао «появляется» в Sonic Adventure 2 без объяснения причин. Не играет особой роли в сюжетах игр, хотя появляется в роликах Sonic Riders и Sonic Free Riders. В этих же играх является комментатором гонок. Имя Омочао образовано от японского слова «омотя», что значит «игрушка». |                                                                                 |                                   |                              |             |                                               |
| |                                                                                 |                                   |                              |             |                                               |
| Меха Наклз | —                                                                               | Mecha Knuckles                    | Робот                        | М (образ)   | Sonic Advance (2001)                          |
| Ме́ха Наклз — пятый босс игры Sonic Advance, встречающийся в конце «Angel Island Zone»; робот Эггмана. Отличается от Наклза розовым цветом и жёлтыми перчатками. В бою использует все способности Наклза; после нанесения ему урона становится видна настоящая форма Меха Наклза: механическая ехидна серебристого цвета с жёлтыми перчатками и красными горящими глазами. В этой форме Меха Наклзу присуще обстреливать персонажей ракетами. Не следует путать этого робота с Метал Наклзом из Sonic R и роботизированным Наклзом из комиксов Sonic the Hedgehog (который также был назван Меха Наклзом). |                                                                                 |                                   |                              |             |                                               |
| |                                                                                 |                                   |                              |             |                                               |
| Чао Чиз | チーズ Ти: дзу                                                                  | Cheese the Chao                   | Чао                          | М (косвено) | Sonic Advance 2 (2002)                        |
| Ча́о Чиз — голубой нейтральный чао, брат чао Чоколы, друг крольчихи Крим. На шее носит галстук-бабочку, который отличает его от других чао. В основном упоминается в мужском роде, в комиксах Sonic X — в женском. Всегда сопровождает свою хозяйку Крим, летая рядом с ней, и часто используется в её атаках. |                                                                                 |                                   |                              |             |                                               |
| |                                                                                 |                                   |                              |             |                                               |
| Кролик Ванилла | ヴァニラ・ザ・ラビット Ванира дза Рабитто                                       | Vanilla the Rabbit                | Кролик                       | Ж           | Sonic Advance 2 (2002)                        |
| Крольчи́ха Вани́лла — вежливая и гостеприимная крольчиха, мать крольчихи Крим. Вместе с дочерью попала в плен к Эггману, но Крим с помощью Соника спаслась. Ей удалось освободить свою мать, однако Эггман вновь пленил Ваниллу. Супер Сонику пришлось уничтожить корабль Эггмана и спасти крольчиху. |                                                                                 |                                   |                              |             |                                               |
| |                                                                                 |                                   |                              |             |                                               |
| E-123 Омега | オメガ Омэга                                                                    | E-123 Omega                       | Робот                        | М (образ)   | Sonic Heroes (2003)                           |
| E-123 Оме́га — робот Эггмана, серии E-100. Построенный как хорошо вооружённая машина для убийства, Омега был назначен охранять пленённого Эггманом Шэдоу. Однако робот затаивает злобу на своего создателя, за то, что тот запер его в неизвестном месте, и не только отказывается от первоначальной миссии, но и решает отомстить: уничтожив других роботов, и Эггмана самого. Поняв планы Омеги, Руж, случайно нашедшая его на одной из баз Эггмана, решает вместе Шэдоу и Омегой объединиться в Тёмную команду. |                                                                                 |                                   |                              |             |                                               |
| |                                                                                 |                                   |                              |             |                                               |
| Чао Чокола | チョコラ Тёкора                                                                 | Chocola the Chao                  | Чао                          | М           | Sonic Heroes (2003)                           |
| Ча́о Чо́кола — коричневый чао, брат чао Чиза, отличающегося от него только окраской и голубым галстуком-бабочкой. Он пропадает в Sonic Heroes; в фотографии в газетной статье видно, что его похитил Соник. Это побуждает команду Роуз (Эми, Крим и Бига) отправиться на его поиски. В конце оказывается, что Чоколу и лягушку Фрогги похитил Метал Соник; он скопировал данные Хаоса, содержащиеся в них. Кроме Sonic Heroes Чокола больше нигде не появлялся. |                                                                                 |                                   |                              |             |                                               |
| |                                                                                 |                                   |                              |             |                                               |
| Эмерл | エメル Эмэру                                                                    | Emerl                             | Робот                        | М (образ)   | Sonic Battle (2003)                           |
| Э́мерл — робот-гизоид. Был создан как разрушительное оружие, а затем был найден профессором Джеральдом Роботником. Его внук, Доктор Эггман взял его в надежде использовать его, чтобы завоевать мир, но выбросил, когда понял, что робот бесполезен. По сюжету игры Sonic Battle, Соник находит Эмерла на берегу, и приводит к своему другу Тейлзу. Тейлз решил научить Эмерла боевым искусствам, чтобы Соник мог на нём тренироваться. В конце игры, сознание Эмерла пробуждается, он сходит с ума и пытается разрушить мир. Соник сражается с Эмерлом и побеждает его. В Sonic X, Эмерл — робот, изучающий способности и копирующий их с Соника и компании. Позже он сходит с ума после поглощения красного Изумруда Хаоса. Крольчиха Крим с помощью своего чао разбивает робота, нейтрализуя его. |                                                                                 |                                   |                              |             |                                               |
| |                                                                                 |                                   |                              |             |                                               |
| E-121 Фи | ファイ Фай                                                                      | E-121 Phi                         | Робот                        | М (образ)   | Sonic Battle (2003)                           |
| E-121 Фи — роботы E-серии созданные Доктором Эггманом. Созданные как копии Эмерла, отличаются от последнего цветом: Фи серого цвета с жёлтыми глазами, в то время как Эмерл жёлтого цвета с голубыми глазами. Способность Фи копировать атаки идентична Эмерлу, но так как они работают всего лишь на осколках Изумрудов Хаоса, в целом она слабее чем у Эмерла. В отличие от него, Фи имеет способности одного персонажа, а не сочетание смешанных навыков. Посланные захватить Эмерла все они, в конечном счёте, были им уничтожены. |                                                                                 |                                   |                              |             |                                               |
| |                                                                                 |                                   |                              |             |                                               |
| Гемерл | ジーメル Дзи: мэру                                                              | Gemerl                            | Робот                        | М (образ)   | Sonic Advance 3 (2004)                        |
| Ге́мерл (неофициально Г-мел или Гемел) — персонаж из Sonic Advance 3. Он очень похож на Эмерла, потому что был построен Доктором Эггманом из его разрушенных частей. Гемерл чёрно-жёлтый с красно-синими глазами. В Sonic Advance 3 он является боссом. В финальном сражении Гемерл использует силу Изумрудов Хаоса и трансформируется в мощную сферическую машину. Затем он предаёт Эггмана и улетает. Соник становится Супер Соником и объединяется с Эггманом, чтобы победить Гемерла. В конце игры крольчиха Крим и её мать Ванилла находят его на пляже, и лисёнок Тейлз забирает его в мастерскую на починку. Тейлз собирает Гемерла, и теперь робот живёт с крольчихой Крим. |                                                                                 |                                   |                              |             |                                               |
| |                                                                                 |                                   |                              |             |                                               |
| Блэк Дум | ブラックドゥーム Буракку Ду: му                                                 | Black Doom                        | Black Arm (Инопланетянин)    | М           | Shadow the Hedgehog (2005)                    |
| Блэк Дум — лидер инопланетной расы Black Arms, хозяин Чёрной Кометы, для связи иногда использующий свой третий глаз (Глаз Дума). По сюжету игры Shadow the Hedgehog в зависимости от выбора игрока может быть как союзником, так и врагом ежа Шэдоу, он, тем не менее, является главным злодеем этой игры. Блэк Дум жил 2 000 лет, за 50 лет до событий игр объединился с Профессором Джеральдом Роботником в ходе работы над проектом «Тень». Якобы в целях развития исследований Джеральда, он пожертвовал некоторым количеством своей крови, для создания Шэдоу. Спустя 50 лет, когда Чёрная Комета вновь вернулась в Солнечную систему, Блэк Дум появляется перед Шэдоу в качестве голограммы. На протяжении всей игры он желает добыть все семь Изумрудов Хаоса. В конце выясняется, что они нужны были для телепортации Чёрной Кометы на Землю; люди послужили бы пищей для личинок Black Arms. Парализуя газом из Кометы, Соника и его друзей, Блэк Дум превращается в Devil Doom’а, но Шэдоу в своей супер-форме побеждает его, и с помощью Eclipse Cannon уничтожает Чёрную Комету. |                                                                                 |                                   |                              |             |                                               |
| |                                                                                 |                                   |                              |             |                                               |
| Командир G.U.N. | 司令官 Сирэйкан                                                                 | G.U.N. Commander                  | Человек                      | М           | Shadow the Hedgehog (2005)                    |
| Команди́р G.U.N. (в комиксах Sonic the Hedgehog его настоящее имя — Эйбрахам Та́уэр) — лидер Guardian Units of Nations, самой известной военной организации мира Соника. Показан как уверенный в себе человек, с железной волей. В игре Shadow the Hedgehog возглавлял силы для отражения атаки инопланетной расы Black Arms. В детстве жил в космической колонии АРК и был другом Марии Роботник. Однажды увидев момент создания ежа Шэдоу, был поражён тем, что в нём участвовал лидер инопланетян Блэк Дум. Позже считал ежа виновным в гибели Марии, и будучи уже командиром пытался его убить, но к концу игры признает свою ошибку и прощает Шэдоу. |                                                                                 |                                   |                              |             |                                               |
| |                                                                                 |                                   |                              |             |                                               |
| Эггман Нега | エッグマンネガ Эггуман Нэга                                                     | Eggman Nega                       | Человек                      | М           | Sonic Rush (2005)                             |
| Э́ггман Не́га, иногда упоминаемый как До́ктор Э́ггман Не́га или До́ктор Не́га — двойник из другого измерения, либо далёкий потомок Доктора Эггмана, живущий за 200 лет после событий игр серии; главный противник кошки Блэйз и ежа Сильвера. Своим видом он напоминает перекрашенную версию Эггмана и также является злодеем. Эггман Нега более жесток и расчётлив чем Эггман, хотя часто эти двое работают вместе. Сначала охотился за Сол Изумрудами, затем за Изукрашенным Скипетром, но все его попытки провалились. Для достижения своих целей может выдавать Эггмана за себя; это он сделал в играх Sonic Rivals и Sonic Rivals 2: в первой он создал специальную камеру превращающую предметы и персонажей в карты, во второй захотел пробудить межпространственного монстра Ифрита и с его помощью уничтожить мир. |                                                                                 |                                   |                              |             |                                               |
| |                                                                                 |                                   |                              |             |                                               |
| Ястреб Джет | ジェット・ザ・ホーク Дзэтто дза Хо: ку                                          | Jet the Hawk                      | Ястреб                       | М           | Sonic Riders (2006)                           |
| Я́стреб Джет — зелёный 14-летний ястреб, соперник Соника, лидер Вавилонских Воров, которого иногда называют Легендарным Мастером Ветра за его мастерство в катание на досках (Extreme Gear). В основном появляется в серии Sonic Riders. Известно, что предки Джета были технологическими, интеллектуальными и профессиональными наездниками на Extreme Gear из Вавилонского Сада. В финале Sonic Riders выясняется, что они на самом деле были джинами, которые изобрели ковёр-самолет, а в Sonic Riders: Zero Gravity, что ещё и пришельцами. Его команда, известные воры и мастера Extreme Gear, были приглашены Эггманом на чемпионат мира и стали соперниками команды Соника. Джет жаден и ленив, но иногда может действовать и во благо других. Ему принадлежит таинственный чёрный куб, который достался ему от предков и с помощью Изумрудов Хаоса способный пробудить легендарный Сад Вавилона. |                                                                                 |                                   |                              |             |                                               |
| |                                                                                 |                                   |                              |             |                                               |
| Ласточка Вейв | ウェーブ・ザ・スワロー Вэ: бу дза Суваро:                                       | Wave the Swallow                  | Ласточка                     | Ж           | Sonic Riders (2006)                           |
| Ла́сточка Вейв — фиолетовая 18-летняя ласточка, входящая в команду Вавилонских Воров. Часто является голосом разума команды, напоминая Джету и Шторму об их обязанностях. Она дочь механика предыдущего поколения Вавилонских Воров, сама является механиком; её знания о Extreme Gear превосходят знания Тейлза и Эггмана. Из-за этого Вейв иногда даёт советы, понятные ей самой, но непонятные окружающим. Носит на шее красный драгоценный камень, на самом деле являющийся маленьким компьютером, способным воспроизводить медиа-файлы с помощью голографической проекции. Вэйв соперничает с Тейлзом и имеет натянутые отношения с альбатросом Штормом. |                                                                                 |                                   |                              |             |                                               |
| |                                                                                 |                                   |                              |             |                                               |
| Альбатрос Шторм | ストーム・ザ・アルバトロス Суто: му дза Арубаторосу                             | Storm the Albatross               | Альбатрос                    | М           | Sonic Riders (2006)                           |
| Альбатро́с Шторм — 19-летний альбатрос серого цвета, мускулы команды Вавилонских Воров, правая рука лидера команды, ястреба Джета. Большой, мощный и крепкий, но при этом неуклюжий, Шторм вспыльчив и заикается, когда взволнован. Соперник ехидны Наклза, он также не ладит с Вэйв, но при этом лоялен к Джету. |                                                                                 |                                   |                              |             |                                               |
| |                                                                                 |                                   |                              |             |                                               |
| E-10000G | —                                                                               | E-10000G                          | Робот                        | М (образ)   | Sonic Riders (2006)                           |
| E-10000G (на официальном сайте Sonic Riders названы как Ро́бо 2) — роботы Эггмана способные ездить на досках для гонок, отличающиеся от E-10000R зелёным цветом (буква «G» в названии сокращённо от англ. Green — зелёный). Созданы, чтобы конкурировать с командой Соника и Вавилонскими Ворами на чемпионате мира и вне его. Появляются в качестве противников почти на всех трассах Sonic Riders. Слушаются E-10000R, который перед трассой Sky Road приказывает им напасть на Наклза и Шторма. |                                                                                 |                                   |                              |             |                                               |
| |                                                                                 |                                   |                              |             |                                               |
| E-10000R | —                                                                               | E-10000R                          | Робот                        | М (образ)   | Sonic Riders (2006)                           |
| E-10000R (на официальном сайте Sonic Riders назван как Ро́бо 1) — робот Эггмана, оснащённый тем же двигателем, что и Метал Соник. Как и E-10000G способный к езде на досках, отличается от них красным цветом (буква «R» в названии робота сокращённо от англ. Red — красный). Перед началом гонок на трассе Egg Factory, был втянут в потасовку между Наклзом и Штормом, где был повреждён. В Вавилонском Саду вместе с несколькими E-10000G нападает на них. |                                                                                 |                                   |                              |             |                                               |
| |                                                                                 |                                   |                              |             |                                               |
| Страж Вавилона |                                                                                 | Babylon Guardian                  | Джинн                        | М           | Sonic Riders (2006)                           |
| Страж Вавило́на, в японской версии известный как Страж Энджелус — последний и единственный босс Sonic Riders. Представляет собой джина в кувшине похожего на большого фиолетового ястреба, который охраняет сокровища Вавилона. Страж скрывается за большой дверью в Саду Вавилона, в странном месте похожем на ад. Он иногда кидает энергетические шары, а после каждого нанесенного ему урона прячется в бутылку. После этого трасса превращается в чёрно-белую матрицу, что может означать, что вся зона является голографической проекцией, а Страж — часть её. Тем не менее, в финале он терпит поражение от Соника. После этого Страж исчезает, оставляя вместо себя сундук с сокровищем Воров. |                                                                                 |                                   |                              |             |                                               |
| |                                                                                 |                                   |                              |             |                                               |
| Принцесса Элис | 公女イリス3世 Кимидзё Эрису 3-сэй                                               | Princess Elise                    | Человек                      | Ж           | Sonic the Hedgehog (2006)                     |
| Принце́сса Эли́с III, более известная как просто Принце́сса Эли́с — 17-летняя правительница Солеанны, города мира Соника, напоминающего Венецию. Она очень добрая и действительно заботится о своей стране и её гражданах. Когда Элис было 7 лет, она находилась с отцом, Герцогом Солеанны, в тот момент, когда он попытался извлечь энергию из солнечного бога Солеанны, Солариса. Эксперимент случайно порождает двух существ, но Герцогу удаётся поместить одного из них, Иблиса, в Элис. Умирая, он говорит ей, чтобы она никогда не плакала, так как это позволит освободиться Иблису. Спустя 10 лет, на Фестивале солнца в Солеанне принцессу похищает Доктор Эггман, с целью заполучить Изумруд Хаоса и силу Flames of Disaster находящуюся внутри неё. Соник постоянно мешает Доктору, спасая Элис. Позже, при взрыве корабля Эггмана, Элис погибает, но с помощью Хаос Контроля Сонику вместе с Сильвером удаётся спасти принцессу. В финале игры, Соника убивает Мефилес, другая половина Солариса. Элис не может сдержать себя и кричит, выпуская Иблиса, который объединившись с Мефилесом, превращается в Солариса. С помощью Изумрудов Хаоса и своего поцелуя, принцесса воскрешает Соника. После победы над Соларисом, Элис и Соник переносятся в прошлое, когда Соларис был всего лишь пламенем. Несмотря на то, что тогда они с Соником никогда не встретятся, Элис всё-таки задувает пламя. Хотя Элис больше не знакома Сонику и его друзьям, карточка с её изображением появляется в игре Sonic Rivals 2. |                                                                                 |                                   |                              |             |                                               |
| |                                                                                 |                                   |                              |             |                                               |
| Мефилес | 闇のメフィレス Ями но Мэфирэсу                                                  | Mephiles the Dark                 | Демон                        | М           | Sonic the Hedgehog (2006)                     |
| Ме́филес — одна половина солнечного бога Солариса; представляет собой его волю и разум. Холодный и безжалостный, он стремится уничтожить мир. Появляется в игре Sonic the Hedgehog 2006 года, когда Скипетр Тьмы, где находился Мефилес, был разрушен. Он принимает форму ежа Шэдоу, с тем отличием, что Мефилес (за исключением зелёных глаз) бесцветен. Он отправляет Шэдоу и Руж в будущее, туда же отправляется и сам; там он находит ежа Сильвера и кошку Блейз, и говорит им, что в гибели их мира виновен синий ёж. Вместе с ними Мефилес отправляется в настоящее, своими словами подтверждая, что Соника необходимо убить. Снова находясь в будущем, он предлагает Шэдоу присоединиться к нему; после отказа превращается в криссталическую форму и сражается с ним. Чуть позже оказывается, что Мефилес был частью Солариса, и после инцидента десяти лет назад, именно Шэдоу запер Мефилеса в Скипетр. В конце игры Мефилес убивает Соника, что приводит к освобождению Иблиса, второй половины Солариса. Мефилес и Иблис сливаются в единое целое, и готовятся уничтожить мир, но их удаётся остановить Супер Сонику, Супер Шэдоу и Супер Сильверу. Так как событий игры не произошло, Мефилес никогда не рождался. Тем не менее, в игре Sonic Rivals 2, можно увидеть карточку с его изображением. Его имя образовано от имени Мефистофеля — демона из легенды о Фаусте. |                                                                                 |                                   |                              |             |                                               |
| |                                                                                 |                                   |                              |             |                                               |
| Иблис | イブリース Ибури: су                                                            | Iblis                             | Демон                        | М           | Sonic the Hedgehog (2006)                     |
| И́блис, также известный как Flames of Disaster — одна половина солнечного бога Солариса; представляет собой его силу. Выглядит как огромное огненное существо и имеет множество различных форм. Он назван в честь Иблиса — главного демона в исламе. После инцидента на проекте «Соларис» был заперт внутри принцессы Элис. Спустя более 200 лет Иблис полностью уничтожил мир. Ёж Сильвер и Кошка Блэйз постоянно сражались с ним, но Иблис всегда возрождался. Для того чтобы не дать ему уничтожить их мир, Сильвер с Блейз отправляются в прошлое. Поняв, что другого выхода у них нет, снова вернувшись в своё время, Блейз вынуждена запечатать Иблиса внутри себя, и это убивает их обоих. Тем временем в настоящем, другая часть Солариса, Мефилес, убивает Соника, это освобождает Иблиса. Он с Мефилесом сливается в Солариса, и собирается уничтожить пространство и время, но Сонику с друзьями удаётся его остановить. Так как события игры Sonic the Hedgehog не произошли, Иблис, как и Мефилес, никогда не был рождён. |                                                                                 |                                   |                              |             |                                               |
| |                                                                                 |                                   |                              |             |                                               |
| Солярис | ソラリス Сорарису                                                               | Solaris                           | Божество                     | М           | Sonic the Hedgehog (2006)                     |
| Соля́рис — солнечный бог Солеанны, финальный босс игры Sonic the Hedgehog 2006 года. Соларис изначально существовал как пламя, которому поклонялись все жители Солеанны. Герцог Солеанны создал проект «Соларис» и стал проводить эксперименты в надежде, что используя способности контроля времени пламени, помогут человечеству исправить свои прошлые грехи (а также позволить себе и его дочери, принцессе Элис, увидеть покойную мать Элис вновь). Однако во время одной из экспериментов Соларис разделился на двух демонов — Иблиса, представляющего собой огнь, и Мефилеса, похожего на чёрный туман. Мефилес была заперт в артефакте, известном как «Скипетр Тьмы», в то время как Герцог был вынужден запечатать Иблиса внутрь души Элис. Прежде чем умереть от ран, нанесенных в результате инцидента, он сказал своей дочери, чтобы она никогда не плакала, так как это освободит Иблиса. После того как Мефилес освободился, он пытается вновь слиться с Иблисом; это ему удаётся после убийства Соника. Соларис ввергнув мир во тьму, собирается уничтожить само время, но Сонику, Шэдоу и Сильверу удаётся его остановить. После этого Соник и Элис отправляются назад во времени до рокового эксперимента. Принцесса задувает пламя, тем самым, уничтожая Солариса и изменяя историю. |                                                                                 |                                   |                              |             |                                               |
| |                                                                                 |                                   |                              |             |                                               |
| Герцог Солеанны | ソレアナ王 Сорэана О                                                            | Duke of Soleanna                  | Человек                      | М           | Sonic the Hedgehog (2006)                     |
| Ге́рцог Солеа́нны — отец принцессы Элис III, учёный и государственный деятель. Он правил народом Солеанны за десять лет до событий сюжета игры Sonic the Hedgehog, а также был ответственным за проект «Соларис». После смерти его жены (матери Элис), Герцог решил использовать возможности Солариса для путешествий во времени, чтобы увидеть её снова, а также позволит человечеству исправить свои прошлые грехи. Тем не менее, проект был завершен в связи с инцидентом, в результате которого Соларис разделился на двух демонов: Иблиса и Мефилеса. Герцог был тяжело ранен в результате взрыва при попытке защитить свою дочь. Он даёт пришедшим из будущего ежам Шэдоу и Сильверу задание: поймать демонов. Иблиса Герцог помещает в душе Элис, а потом умирает от его смертельных ран. Так как Элис в конце игры потушила зарождающийся огонёк Солариса, тем самым отменив события игры, Герцог может быть жив. |                                                                                 |                                   |                              |             |                                               |
| |                                                                                 |                                   |                              |             |                                               |
| Джинния Кольца Шахра | シャーラ Ся: ра                                                                 | Shahra the Ring Genie             | Джинн                        | Ж           | Sonic and the Secret Rings (2007)             |
| Джинния Шахра — представляет собой девушку-джинна, способную исполнить «простые желания» для того, кто носит её кольцо. Подразумевается, что она была другом антагониста игры, Джинна Эразора. Её имя образовано от имени Шахерезады из «Тысячи и одной ночи». Имеет привычку называть Соника Повелителем, хотя тот предпочитает, чтобы его называли по имени. На уровнях Шахра появляется как маленький розовый шар света, как Тикал в Sonic Adventure. Впервые появляется в игре Sonic and the Secret Rings перед спящим Соником, и просит «Легендарного Синего Ежа» помочь победить Джинна Эразора, который стирает страницы «Тысячи и одной ночи» и пытается вырваться в мир Соника. Вместе они переносятся в книгу. Шахра призывает ежа собрать все семь таинственных мировых Колец, названными ключом к открытию портала между мирами. Только тогда, когда Соник в финале сталкиваются с Эразором, становится очевидным, почему ей нужны были кольца: не для победы над Эразором, а для того, чтобы она могла вернуться на его сторону. Но Шахра не считала, что это «правильный путь», потому что когда Соник загадал желание на кольцо, чтобы заставить Шахру сделать то, что она считает правильным, она в последний момент жертвует собой, спасая Соника. Позже, Соник возвращает Шахру к жизни, загадывая желание на лампу Эразора. После последнего желания Соника (Эразор должен оставаться в лампе до конца дней), она плачет из-за своего предательства. Тогда Соник, в акт сострадания, загадывает гору носовых платков, чтобы она могла плакать, сколько ей нужно. |                                                                                 |                                   |                              |             |                                               |
| |                                                                                 |                                   |                              |             |                                               |
| Джинн Эразор | イレイザー・ジン Ирэйдза: Дзин                                                  | Erazor Djinn                      | Джинн                        | М           | Sonic and the Secret Rings (2007)             |
| Джинн Эразор — джинн, главный антагонист игры Sonic and the Secret Rings. Его имя образовано от слов eraser — ластик и razor — бритва, потому что он «стирает» страницы книги, используя своё оружие похожее на бритву. Эразор — это джинн из лампы из рассказа об Аладдине и волшебной лампе. Он был наказан за преступления, и должен был оставаться в своей лампе, пока не исполнит желания тысячи человек. Когда Эразор, наконец, освободился, он окончательно возненавидел создателя истории, и начал поглощать страницы книги для того, чтобы контролировать весь мир «Тысячи и одной ночи», а также открыть себе путь в мир Соника. Когда ёж пытается его остановить, Эразор проклинает Соника, помещая пылающую стрелу у него в груди. Проклятие подействует, когда пламя полностью погаснет, и тогда Соник умрёт. Эразор заключает сделку с ежом: Соник приносит семь мировых Колец, и тогда джинн удалит стрелу, но из-за проклятия, Соник ограничен временем. На самом деле, Эразор не намерен ему помочь, вместо этого он хочет принести Соника в жертву, чтобы открыть портал между мирами и получить абсолютную власть. После сбора всех колец, Джинн пытается убить ежа, но Шахра, бросившись под удар, спасает Соника. С помощью Мировых Колец, Эразор превращается в свою супер-форму — Альф-Лейла-ва-Лейла, и готовится убить Соника. Соник превращается в Даркспайн Соника и начинает борьбу против Джинна Эразора. После битвы, они возвращаются в свои обычные формы. Эразор говорит о том, что он бессмертен, но Соник использует волшебную лампу, данную ему Шахрой, которая была неактивна до этого, и загадывает три желания: возрождает Шахру к жизни, восстанавливает истории «Тысячи и одной ночи», и запирает Эразора в лампе до конца дней. Позже Соник кидает лампу в яму с лавой, где он сражался с Ифритовым Големом. |                                                                                 |                                   |                              |             |                                               |
| |                                                                                 |                                   |                              |             |                                               |
| Ифритовый Голем |                                                                                 | Ifrit Golem                       | Джинн                        | М (образ)   | Sonic and the Secret Rings (2007)             |
| Ифритовый Голем — босс уровня «Evil Foundry» в игре Sonic and the Secret Rings. Он был вызван Джинном Эразором, чтобы сжечь оставшиеся страницы «Тысячи и одной ночи». Шахра относится к нему как к «джинну, который управляет огнём». Ифритовый Голем изначально непобедим, и хотя Соник сначала пытается с ним бороться, позже вынужден бежать и найти водяное Голубое Мировое Кольцо. Найдя его, Соник возвращается и побеждает Голема. После поражения, Ифритовый Голем кидает бомбу, которая, после взрыва, выбрасывает Красное Мировое Кольцо. |                                                                                 |                                   |                              |             |                                               |
| |                                                                                 |                                   |                              |             |                                               |
| Царь Соломон |                                                                                 | King Solomon                      |                              | М           | Sonic and the Secret Rings (2007)             |
| Царь Соломон — царь из игры Sonic and the Secret Rings. Задолго до событий игры он запер многих злых демонов. Это разозлило духов, которые решили присоединиться к Джинну Эразору, чтобы отомстить Соломону. Эразор отправил 40 разбойников, чтобы убить Соломона, видя, что он представляет угрозу для его планов. Соломон выжил, хотя остался без плоти, а его кости были разбросаны по замку. Когда Соник и Шахра нашли его, он попросил их помочь восстановить его остальное тело, и устранить 40 разбойников. После восстановления его тела, он помогает Сонику и Шахре, говоря им, как разблокировать ворота дворца Эразора. |                                                                                 |                                   |                              |             |                                               |
| |                                                                                 |                                   |                              |             |                                               |
| Капитан Бемот | キャプテンベモス Кяпутэн Бэмосу                                                 | Captain Bemoth                    | Джинн                        | М           | Sonic and the Secret Rings (2007)             |
| Капитан Бемот — один из боссов игры Sonic and the Secret Rings. Он капитан флота пиратских судов, которые в настоящее время уничтожены бурей (вероятно, будучи вызванной водяным Голубым Кольцом). Первоначально был похож на обычного Пиратского Джинна, пока не слился с несколькими Джиннами Слизи и не превратился в большое, похожее на пиявку, существо с руками и бородой. Он является ответственным за захват Синдбада-морехода и кражу его Мирового Кольца для контроля бури. Несмотря на то, что у Бемота нет ног, он может двигаться очень быстро и создавать большие волны воды, а также генерировать электрические ударные волны. Он был побеждён, когда Соник вытащил его рога, которые были его источником силы. Тем не менее, подразумевается, что Бемот не был убит. |                                                                                 |                                   |                              |             |                                               |
| |                                                                                 |                                   |                              |             |                                               |
| Джинн Ветра Уху |                                                                                 | Uhu the Wind Genie                | Джинн                        | М           | Sonic and the Secret Rings (2007)             |
| Джинн Ветра Уху — скоростной джинн, который появляется в Sonic and the Secret Rings. Он похож на шар голубого и белого света. Так как Уху не находится под контролем мастера, он является противником Соника по скорости. Уху заявляет, что известен из-за своей скорости, тем самым бросая вызов ежу. |                                                                                 |                                   |                              |             |                                               |
| |                                                                                 |                                   |                              |             |                                               |
| Енотиха Марин | マリン ・ザ ・ラクーン Марин дза Раку: н                                        | Marine the Raccoon                | Енот                         | Ж           | Sonic Rush Adventure (2007)                   |
| Енотиха Мари́н — 7-летняя енотиха, как и Блейз живущая в измерении Сол. Её дом находится на Южном Острове. Марин стремится стать морским капитаном и поэтому называет Соника, Тейлза и Блейз своей судовой командой. У неё своеобразная манера речи: в ней преобладает австралийский сленг. В начале Sonic Rush Adventure она находит Соника и Тейлза переместившихся в её измерение, и с помощью морского судна помогает им достичь «Plant Kingdom». Периодически путешествуя с Соником, Тейлзом и Блейз на протяжении всей игры, и сражаясь с Капитаном Вискером, Марин также играет важную роль в финальной битве против Egg Wizard, отвлекая Эггмана и Негу достаточно долго, для того, чтобы Супер Соник мог совершить свою последнюю атаку. Также появляется в комиксах Sonic Universe, где вместе с Блейз помогает Шэдоу победить Метал Соника. |                                                                                 |                                   |                              |             |                                               |
| |                                                                                 |                                   |                              |             |                                               |
| Капитан Вискер | ウィスカー船長 Висука: Сэнтё                                                    | Captain Whisker                   | Робот                        | М (образ)   | Sonic Rush Adventure (2007)                   |
| Капита́н Ви́скер — робот-пират, созданный Эггманом и Эггманом Негой, которых напоминает своим видом. Он проживает в измерении Сол, где со своей шайкой пытается использовать древний артефакт, Изукрашенный Скипетр, чтобы пробудить безымянное существо и завоевать мир. Капитана часто можно увидеть с парой сидящих на его плечах роботов-попугаев, Мини и Мума, которые напоминают ему о фактах, которые, в противном случае, проскальзывают мимо него. Ему особенно неприятны персонажи, которые тянут за его «усы». Соник впервые встречает Вискера, когда тот похищает скипетр. Большую часть игры Соник, Тэйлз, Марин и Блэйз пытаются поймать пирата и вернуть скипетр. В последний раз с Вискером сражаются в «Pirates' Island», после этого его судьба неизвестна. Лишь в финале игры выясняется, что он работал на Эггманов. Несмотря на пафос, Вискер не очень страшный, а, как правило, шутовский и неуклюжий; он постоянно забывает о Сонике и его друзьях и говорит слишком много, выдавая важную информацию. Но в бою, Капитан обладает невероятной силой: он может дышать огнём, стрелять кулаками как бумерангами и использовать пилы. |                                                                                 |                                   |                              |             |                                               |
| |                                                                                 |                                   |                              |             |                                               |
| Джонни | ジョニー Дзёни:                                                                 | Johnny                            | Робот                        | М (образ)   | Sonic Rush Adventure (2007)                   |
| Джо́нни — очень быстрый робот, правая рука капитана Вискера. Был создан Эггманом и/или Эггманом Негой. Его лицо напоминает смесь, акулы и подводной лодки или торпеды. Он сразу же начинает острое соперничество с Соником, полагая, что ёж недостоин быть «самым быстрым существом». Таким образом, если Соник сталкивается с Джонни на море, тот бросает вызов ежу для гонок на воде. Если Соник побеждает, он получает Изумруд Хаоса. Позже Джонни вместе с Вискером сражается против Соника, но убегает после своего поражения, поэтому дальше его судьба неизвестна. |                                                                                 |                                   |                              |             |                                               |
| |                                                                                 |                                   |                              |             |                                               |
| Кокосовая команда | やしのみ団 Ясиноми Дан                                                          | Coconut Crew                      | Коалы                        | М           | Sonic Rush Adventure (2007)                   |
| Кокосовая команда — это группа коал, которые появляются на всех островах в Sonic Rush Adventure, как друзья енотихи Марин. Представленные как молодёжное объединение Южного Острова, они больше похожи на трансокеанскую разведывательную сеть, предоставляя важные данные для Соника про мир кошки Блэйз. В эту группу входят: - Табби (яп. タビー Таби:) — первый из группы, которого встретил Соник. Он даёт миссии, а также указывает героям в направлении Machine Labyrinth. - Колонел (яп. カーネル Ка:нэру) — помогает Сонику с неизвестной тайной о некоторых местах, которые он исследует. Он также выдаёт миссии, а если дать ему несколько колец, то он украсит Южный Остров. - Мази (яп. ミュージー Мюдзи:) — музыкант, который открывает Sound Test. После выполнения некоторых миссий, у него можно покупать музыку. - Сеттер (яп. セッター Сэтта:) — бегает в «Опциях». По-видимому, живёт в доме Марин. - Дайкун (яп. ダイクン Дайкун) — знал Марин, когда она была ещё моложе. Всегда носит с собой молоток и живёт на одном из близлежащих островов, где Соник и друзья его и нашли. Он говорит, что вернётся на свой остров, но не делает этого. Украсит остров, когда некоторые миссии будут завершены. - Кайлок (яп. キロック Кирокку) — открывает список роликов игры, которые будут разблокированы по завершении определенных миссий. - Гардон (яп. ガードン Гадон) — один из королевской гвардии Блэйз, который зовёт её как «Ваше Высочество», несмотря на её протесты. Он даёт миссию Блэйз, собрать Сол Изумруды. Кроме того, в последней главе игры, он говорит ей, что Изукрашенный Скипетр пропал. Может на самом деле не быть частью команды, но, тем не менее, является коалой. |                                                                                 |                                   |                              |             |                                               |
| |                                                                                 |                                   |                              |             |                                               |
| Мини и Мум | ミニ, マム                                                                      | Mini & Mum                        | Роботы                       | М (образ)   | Sonic Rush Adventure (2007)                   |
| Ми́ни и Мум — два летающих робота зелёного и голубого цвета, которые служат в качестве первых помощников Капитан Вискера. Они сконструированы Эггманом и Эггманом Негой, чтобы помочь Капитану Вискеру добыть Изукрашенный Скипетр. Роботы полезны Капитану, так как при их отсутствии, он будет немного потерян. Мини сидит на левом плече капитана, а Мум — на правом. При сложении их имён образуется слово «минимум». Они, возможно, более бдительны и коварны, чем кажутся. Вместе с капитаном Вискером, их дальнейшая судьба неизвестна. |                                                                                 |                                   |                              |             |                                               |
| |                                                                                 |                                   |                              |             |                                               |
| Метал Соник 3.0 | —                                                                               | Metal Sonic 3.0                   | Робот                        | М (образ)   | Sonic Rivals 2 (2007)                         |
| Ме́тал Со́ник 3.0 — робот, построенный Эггманом Негой, клон Метал Соника. Единственным различием с оригиналом является цветовая раскраска Метал Соника 3.0, в которой преобладает чёрный и жёлтый цвета, как и у Гемерла. Этот робот был создан, чтобы пробудить Ифрита и соревноваться против Метал Соника и Шэдоу, либо Сильвера и Эспио. Когда эти персонажи находят Ифрита, 3.0 пытается остановить их, нападая на них. После победы над Ифритом, Метал Соник 3.0 был либо уничтожен, либо заперт в измерении Ифрита. |                                                                                 |                                   |                              |             |                                               |
| |                                                                                 |                                   |                              |             |                                               |
| Ифрит | イフリート Ифури: то                                                            | Ifrit                             | Демоническое существо        | М (образ)   | Sonic Rivals 2 (2007)                         |
| Ифрит — финальный босс Sonic Rivals 2. Это демоническое огненное существо, похожее на дракона, из альтернативного измерения, питающееся чао. Также умеет управлять способностями. В игре, Эггман Нега (под видом Доктора Эггмана) обнаруживает журнал Джеральда Роботника, в котором описаны силы Ифрита. Нега намеревается освободить Ифрита из его измерения, чтобы помочь ему завоевать мир, но чтобы открыть портал, ему необходимы Изумруды Хаоса и Чао в качестве пищи для Ифрита. Эггман Нега нанимает летучую мышь Руж найти Изумруды. По совету доктора Эггман, Шэдоу и Метал Соник начинают поиски Изумрудов Хаоса, чтобы разрушить планы Неги. В то же время, ёж Сильвер прибывает из мрачного будущего, который было уничтожено Ифритом, и, вместе с Эспио, пытается помешать Эггману Неге от нахождения Чао; Соник и Тэйлз также ведут расследование о пропавших Чао. Руж, удаётся найти шесть Изумрудов и приносит их к Эггману Неге, остальные персонажи также сходятся в этой зоне, и видят, как Эггман Нега использует Изумруды, чтобы открыть портал в мир Ифрита. С другой стороны, Эггман Нега использует Метал Соника 3.0, чтобы пробудить и защищать Ифрита. После победы над Ифритом Шэдоу и Метал Соник закрывают портал, запирая себя и Эггмана Негу в измерении Ифрита, но позволяя другим командам убежать. Так как у Метал Соник был седьмой Изумруд, Шэдоу и Метал Соник используют Хаос Контроль, чтобы переместиться в свой мир, оставляя Эггмана Негу в измерении Ифрита. |                                                                                 |                                   |                              |             |                                               |
| |                                                                                 |                                   |                              |             |                                               |
| SCR-HD | —                                                                               | SCR-HD                            | Робот                        | М (образ)   | Sonic Riders: Zero Gravity (2008)             |
| SCR-HD — робот, сконструированный Доктором Эггманом; главный антагонист Sonic Riders: Zero Gravity. Не использует доски, вместо этого сворачивается в колесо; по игровым роликам может летать. Вместе с серией SCR-GP, был произведён компанией Meteor Tech, созданной Эггманом, чтобы распространять якобы безобидные модели роботов, а потом с помощью них захватить контроль над регионом. Как ядро главного компьютера к которому подключены все роботы, Эггман использует непонятный кусок древней технологии Вавилона, обнаруженный в Crimson Crater. Доктор не может предвидеть, что когда Ковчеги Космоса падают на Землю, как метеориты, роботы SCR по неизвестной причине начинают собирать все 5 Ковчегов, чтобы поднять Сад Вавилона. SCR-HD берёт инициативу управлять ордами SCR-GP роботов в этом поиске, и с их помощью, наконец, собирает все Ковчеги. Реакция между Ковчегами и Садом Вавилона, уничтожает Сад и трансформирует SCR-HD в гигантского робота, Master Core: ABIS. Он сражается против Соника и друзей, после своего поражения падает в чёрную дыру, где предположительно уничтожается. |                                                                                 |                                   |                              |             |                                               |
| |                                                                                 |                                   |                              |             |                                               |
| SCR-GP | —                                                                               | SCR-GP                            | Робот                        | М (образ)   | Sonic Riders: Zero Gravity (2008)             |
| SCR-GP — серия роботов, сконструированная Эггманом; встречаются в игре Sonic Riders: Zero Gravity в качестве противников. Их внешний вид, способности и цели аналогичны SCR-HD: они были построены Эггманом, чтобы установить контроль над регионом. После того, как рядом с огромным количеством SCR-GP упал Ковчег Космоса, их программа дала сбой, и роботы начали охотиться за остальными Ковчегами. Они постоянно нападают на Соника и друзей; но к концу игры больше не появляются. |                                                                                 |                                   |                              |             |                                               |
| |                                                                                 |                                   |                              |             |                                               |
| Ехидна Шейд | シェイド Сиэйдо                                                                 | Shade the Echidna                 | Ехидна                       | Ж           | Sonic Chronicles: The Dark Brotherhood (2008) |
| Ехи́дна Шейд — красная ехидна из древнего клана Ноктюрн, хороший шпион с нелёгкой работой. Умеет карабкаться по стенам как Наклз, незаметно красться как Руж, и телепортироваться как Шэдоу. Обычно носит костюм, который скрывает её внешность. Жила за 4 000 лет до событий серии, пока вместе с другими ехиднами клана не была изгнана в альтернативное измерение Twilight Cage. Спустя несколько тысяч лет, когда был найден способ временно покинуть измерение, получила задание добыть Изумруды Хаоса и Мастер Изумруд. Шейд находит 6 Изумрудов и захватывает Мастер Изумруд вместе с его охранником Наклзом. Позже она мешает Сонику и друзьям, следующих за ней, пробраться в Метрополис, а потом отправляется на Остров Ангела, где встречается с остальными ехиднами клана и их лидером Айксом. Когда Соник с друзьями пытаются остановить их от похищения Мастера Изумруда, Айкс раскрывает свои истинные намерения завоевать мир после освобождения из Twilight Cage. Шейд отказывается, потому что она только хотела перенести Ноктюрн обратно в мир Соника. Айкс пытается убить Шейд, она остаётся в живых только благодаря Наклзу. Позже она помогает Сонику и друзьям добраться до её измерения, а затем собрать Изумруды Хаоса из различных колоний и кланов, делая их союзниками. В конце концов, Шейд помогает Сонику победить своего бывшего лидера. |                                                                                 |                                   |                              |             |                                               |
| |                                                                                 |                                   |                              |             |                                               |
| Пир’Oт Икс | ノウェム Новэму                                                                 | Pir’Oth Ix                        | Ехидна                       | М           | Sonic Chronicles: The Dark Brotherhood (2008) |
| Император Пир’Oт Икс — вождь клана ехидн Ноктюрн; главный антагонист Sonic Chronicles: The Dark Brotherhood. Выглядящий как ехидна-альбинос со способностью к техномагии, он похож на Доктора Финитевуса из комиксов Sonic the Hedgehog и Доктора Закари из комиксов Sonic the Comic. Четыре тысячи лет назад он подстрекал своё племя на войну против другого клана ехидн, предков Наклза. После того как его племя переместилось в измерение Twilight Cage, он начал захватывать другие расы живущие в этом измерении. Когда выпадает шанс вновь переместится в их мир, Император отправляет ехидну Шейд с несколькими другими ехиднами за Изумрудами. Позже он сам приходит на Остров Ангела, чтобы лично захватить Мастер Изумруд. После борьбы против Соника и Наклза (и объявив Шейд предателем), Император использует Мастер Изумруд, чтобы открыть портал в другое измерение и подготовить свой клан к завоеванию мира. Соник с друзьями преследует его и уговаривают остальные расы сражаться против Ноктюрн. После того как герои пробиваются в тронный зал цитадели Ноктюрн, Айкс пытается переманить Наклза на сторону ехидн — но безрезультатно. После трёх последовательных сражений, Император остается непобедимым. Используя либо Изумруды Хаоса, либо Мастер Изумруд, он превращается в свою супер-форму. Но после поражения от Супер Соника, Айкс ещё не повержен, он телепортируется прочь, когда Ноктюрн начинает разваливаться. Его дальнейшая судьба после этого неизвестна. |                                                                                 |                                   |                              |             |                                               |
| |                                                                                 |                                   |                              |             |                                               |
| Клан Ноктюрн | ノクターン一族 Нокута: нъити Дзоку                                              | Nocturnus Tribe                   | Ехидны                       | Ж/М         | Sonic Chronicles: The Dark Brotherhood (2008) |
| Клан Ноктюрн — древнее племя ехидн, встречающееся в игре Sonic Chronicles: The Dark Brotherhood в качестве противников. Археологи называют их Четвёртой Великой Цивилизацией; GUN упоминают их как Мародёры. Их лидером является Император Пир’От Икс. За 4000 лет до событий игры, они вели войну с ехиднами, предками Наклза. Более технологически-ориентированные, чем предки Наклза, Ноктюрны использовали в этом конфликте профессиональные армии и прототипы гизоидов — древних роботов, способные копировать способности. Когда клан Наклза был уничтожен Хаосом, Ноктюрны колонизировали весь мир. Но однажды вся их цивилизация вместе с их столицей была перемещена в альтернативное измерение Twilight Cage. Когда клан сталкивается с множеством разных рас также заключённых в это измерение, Ноктюрнам приходится осваивать новые технологии. Через стратегические альянсы, либо прямое подчинение, Императору клана удаётся доминировать над другими расами, и вынашивать план вернуться в их мир. |                                                                                 |                                   |                              |             |                                               |
| |                                                                                 |                                   |                              |             |                                               |
| Зоа | ゾーア Дзоа                                                                     | Zoah                              | —                            | ?           | Sonic Chronicles: The Dark Brotherhood (2008) |
| Зоа — раса милитаристических инопланетян, заключённых в измерение Twilight Cage. Возможно, наиболее технологичная раса из всех проживающих в этом измерении, это странные существа, по-видимому, изготовленные из стали и молний. Эти электрические гиганты больше антропоморфных животных на несколько метров, и могут быть устойчивыми противниками в бою. Зоа особенно недолюбливают расу Нрргал. После перемещения в измерение клана Ноктюрн, их лидер Император Айкс побеждает лидера Зоа Генерала Раксоза. Последний хоть и не доволен вынужденным альянсом, поддерживает его до тех пор, пока Соник не побеждает его один на один. Таким образом, освобождаясь от своих обязательств, Зоа соглашается присоединиться к другим расам в борьбе против ехидн. |                                                                                 |                                   |                              |             |                                               |
| |                                                                                 |                                   |                              |             |                                               |
| Крон | クロン Курон                                                                    | Kron                              | —                            | ?           | Sonic Chronicles: The Dark Brotherhood (2008) |
| Крон — раса камнеподобных инопланетян запертых в измерении Twilight Cage. Старшие из всех рас этого измерения, Крон — это мощные и упрямые существа, известные в основном своими горно-металлургическими талантами. Они требуют минимального пропитания или роскоши, чтобы выжить, и они чрезвычайно долгоживущие, их лидер Форман Краг помнит, как их отправили в это измерение. Их манера речи очень странна. Завоёванные кланом Ноктюрн Крон были вынуждены создавать оружие и корабли для них, хотя, когда Соник с друзьями впервые попадают к ним, Крон в разгаре восстания. Первоначально приняв Соник и его товарищей как агентов Ноктюрн, Крон нападают, и, показывая высокою устойчивость к обычным повреждениям. Герои, в конце концов, соглашаются на помощь Крон в восстании, и освобождают главный завод Крон от оккупации Ноктюрн. |                                                                                 |                                   |                              |             |                                               |
| |                                                                                 |                                   |                              |             |                                               |
| Воксэй | ヴォクサー Вокуса:                                                              | Voxai                             | —                            | ?           | Sonic Chronicles: The Dark Brotherhood (2008) |
| Воксэй — инопланетная раса, одна из нескольких запертых в измерении Twilight Cage. Это похожие на мант и медуз существа, имеющие две пары ластообразных крыльев, не имеющие лиц. Обычно имеют лавандовый окрас от светло-розового до малинового и темно-фиолетового, хотя Сверхразум Воксэй имеет более разнообразные цвета. Они странные, обладающие телепатией существа, их раса тиха и трудолюбива, но их способности заставляют даже клан Ноктюрн держаться подальше от их земли. Все Воксэй связаны психическим сигналом, исходящим от Сверхразума — трёх очень мощных Воксэй. Большую часть времени, Сверхразум просто говорит гражданам то, что они должны делать, посылая нежный призыв к каждому. Из-за этого преступлений на колонии Воксэй не существует. Это также единственная раса в измерении обладающая двумя малыми планетами. |                                                                                 |                                   |                              |             |                                               |
| |                                                                                 |                                   |                              |             |                                               |
| Нррджэл | ナーガル На: гару                                                               | N’rrgal                           | —                            | Ж/М         | Sonic Chronicles: The Dark Brotherhood (2008) |
| Нррджэл — раса желатиновых, слизнеподобных инопланетян, запертых в измерении Twilight Cage. Их многочисленное племя в исключительно слизистом мире. Кажущиеся как простые и тихие работники, если на них напасть, они могут объединиться и быть очень страшными противниками. N’rrgal размножаются путём митоза, просто разделяясь на пару новых работников. Их способность к поглощению энергии является основным способом обороны против врагов, так как это дает им мощную регенеративную способность. Являются заклятыми врагами клана Зоа и воюют с ними в течение тысяч лет. |                                                                                 |                                   |                              |             |                                               |
| |                                                                                 |                                   |                              |             |                                               |
| Чип/Светлый Гайя | チップ Типпу ライトガイア Райто Гайа                                            | Chip/Light Gaia                   | ?                            | М           | Sonic Unleashed (2008)                        |
| Чип — небольшое существо, бордового цвета, с крыльями, появившийся в игре Sonic Unleashed, манге по её мотивам и мультфильме Sonic: Night of the Werehog. Когда Соник впервые встречает его, у Чипа амнезия: он не помнит кто он, и как его зовут. Вместе с Соником он отправляется в путешествие, в надежде вернуть память. Когда у него обнаруживается любовь к мороженому с шоколадной стружкой (англ. Chocolate Chip Sundaes), Соник даёт ему имя «Чип». После посещения шести континентов, Чип вспоминает, что его настоящее имя — Светлый Гайя (или Светлый Гея). Каждые несколько миллионов лет, он сам и Тёмный Гайя просыпаются. Враг уничтожает планету, а Светлый Гайя заставляет мир вернуться в свою обычную форму. Чип говорит, что когда Доктор Эггман расколол Землю на части, он и Тёмный Гайя проснулись раньше, что привело его к освобождению и амнезии Чипа. Когда злодей оживает, Чип призывает семь священных храмов и создает Колосс Гайя. Он сдерживает Тёмного Гайя достаточно долго для того, чтобы Соник смог напасть на него. После того как Тёмный Гайя терпит поражение от Супер Соника, Чип отправляет ежа обратно на поверхность земли, а затем возвращается в режим сна. Очнувшись, Соник видит ожерелье Чипа, который тот оставил Сонику. |                                                                                 |                                   |                              |             |                                               |
| |                                                                                 |                                   |                              |             |                                               |
| Тёмный Гайя | ダーク・ガイア Да: ку Гайа                                                      | Dark Gaia                         | ?                            | М (образ)   | Sonic Unleashed (2008)                        |
| Тёмный Гайя — гигантское существо, живущее в центре Земли; главный антагонист и финальный босс Sonic Unleashed. Каждые несколько миллионов лет, антагонст пробуждается вместе со Светлым Гайя. Тёмный Гайя раскалывает Землю, а работа Светлого Гайя заключается в том, чтобы вернуть всё на свои места. Желая завладеть силами злодея, Доктор Эггман раскалывает мир с помощью Изумрудов Хаоса, в результате Тёмный Гайя вырывается через трещины в Земле. Потому что он проснулся раньше времени, он распался на многих монстров. Часть его также вошла внутрь тела Соника и превратила его в оборотня. Из-за выхода злодея, с наступлением ночи некоторые люди на Земле впадают в депрессию или становятся раздражёнными. В конце игры, после победы над ним Супер Соника, Тёмный Гайя погружается в центр Земли и засыпает. |                                                                                 |                                   |                              |             |                                               |
| |                                                                                 |                                   |                              |             |                                               |
| Профессор Пикл | ピックル教授 Пиккуру Кёдзю                                                      | Professor Pickle                  | Человек                      | М           | Sonic Unleashed (2008)                        |
| Профессор Пикл — известный профессор, эксперт по Рукописям Гайа — древним записям, рассказывающим о чудовище Тёмном Гайя. Его самая любимая вещь в мире — огурцовые бутерброды. Тейлз знает Профессора, и когда мир раскалывается, он предлагает Сонику посоветоваться с ним. Когда Соник прибывает в Спагонию, выясняется, что Эггман похитил Профессора. Соник вместе с Тейлзом и Чипом спасает Пикла. На протяжении всей игры, Профессор служит в качестве наставника Соника и Тейлза, предоставляя информацию о состоянии планеты и предлагая, куда герои должны идти дальше. |                                                                                 |                                   |                              |             |                                               |
| |                                                                                 |                                   |                              |             |                                               |
| Орбот | オーボット О:ботто                                                              | Orbot                             | Робот                        | М (образ)   | Sonic Unleashed (2008)                        |
| Орбот, также известный как SA-55 или Эрго — небольшой круглый робот, помощник Доктора Эггмана. Обычно он указывает на ошибки Эггмана, чем иногда злит его. Кроме того он часто раздражает своего создателя своими непрекращающимися разговорами. Его основная функция, кажется просто ретрансляция информации Доктору Эггману, чтобы он убедился, что все его планы выполняются правильно. В Sonic Colors к нему присоединяется его кубический коллега Кубот. |                                                                                 |                                   |                              |             |                                               |
| |                                                                                 |                                   |                              |             |                                               |
| Меч Калибурн | カリバーン Кариба: н                                                            | Caliburn the Sword                | Меч                          | М (образ)   | Sonic and the Black Knight (2009)             |
| Меч Калибурн — говорящий меч из игры Sonic and the Black Knight. Он ведёт себя как джентльмен, а иногда как строгий учитель. В этой игре Соник вытаскивает его из камня и обнаруживает, что меч обладает разумом и умеет говорить. Сначала Калибурн не одобряет ежа, но вместе с ним побеждает Рыцарей Круглого Стола. Во время битвы против Мерлины, Калибурн раскалывается пополам, но с помощью других священных мечей королевства, Калибурн превращается в Экскалибур, а Соник в Экскалибур Соника. Вместе они побеждают Мерлину в форме Dark Queen. В финале Калибурн говорит, что он единственный кто уполномочен определить, кто получит корону Великого Королевства после кончины иллюзорного Короля Артура/Чёрного рыцаря. Он объявляет, что Соник на самом деле был Королём Артуром всё это время. |                                                                                 |                                   |                              |             |                                               |
| |                                                                                 |                                   |                              |             |                                               |
| Волшебница Мерлина | 魔導師マリーナ Мадо: си Мари: на                                                | Merlina the Sorceress             | Человек                      | Ж           | Sonic and the Black Knight (2009)             |
| Волшебница Мерлина — главная волшебница Великого Королевства, внучка Мерлина; главный союзник, а позже главный антагонист Соника в игре Sonic and the Black Knight. В начале игры, она, преследуемая Чёрным рыцарем, вызывает из другого мира Соника. Она пока останавливает ежа от битвы с Чёрным рыцарем, а после того как Соник вытаскивает Калибурн, говорит ему, что не может сопровождать его в путешествии, так как может привлечь нежелательное внимание со стороны жителей Королевства. Когда Соник наконец-то побеждает Чёрного Рыцаря, Мерлину выслеживают Рыцари Круглого Стола. Успевший к ней на помощь Соник, даёт Мерлине ножны Экскалибура, которые он отобрал у Чёрного рыцаря. Волшебница берёт ножны и показывает своё настоящее лицо. Имея книгу, в которой описано будущее, Мерлина поняла, что королевство обречено на разорение и войны. Она желает, чтобы Великое Королевство оставалось вечным буквально. Поэтому Мерлине нужны были ножны не для спасения королевства, а для того, чтобы поместить его в магический стазис. Соник и Калибурн находят её в замке и сражаются с ней, что приводит к расколу меча. С помощью мечей Рыцарей Круглого Стола, Соник превращается в Экскалибур Соника, Мерлина с помощью ножен превращается в Dark Queen. После поражения, Мерлина возвращается в свою обычную форму, но продолжает оплакивать судьбу своего мира. Соник дарит ей цветок и успокаивает, говоря, что хотя у каждого мира есть конец, все должны просто прожить жизнь в полную силу. |                                                                                 |                                   |                              |             |                                               |
| |                                                                                 |                                   |                              |             |                                               |
| Чёрный Рыцарь/Король Артур | 黒の騎士 Куро но киси アーサー王 А:са:-о:                                       | Black Knight/King Arthur          | ?                            | М           | Sonic and the Black Knight (2009)             |
| Чёрный Рыцарь или Король Артур — правитель Великого Королевства. За много лет до событий Sonic and the Black Knight, Мерлин создал Короля Артура, как волшебную иллюзию, чтобы тот господствовал над Королевством. Собрав вокруг него Рыцарей Круглого стола, Артур привёл королевство в эпоху мира и процветания. Будучи убеждённой в силу Артура, Леди Озера предоставила королю Экскалибур, пожалуй, самый мощный артефакт в их мире. Король был очарован ножнами Экскалибура, дающими бессмертие, что привело к тому, что Артур из благородного правителя превратился в тирана, а своё королевство погрузил во тьму и террор. В начале игры, он преследует Мерлину, главную волшебницу королевства, что заставляет её вызвать из другого мира Соника. Соник сражается с Чёрным рыцарем дважды: сначала Артур, считая ежа слабым противником, оставляет его. Второй раз он сражается с Соником более жёстко, но Соник побеждает его. Являясь всего лишь иллюзией, Король исчезает, оставляя после себя ножны. |                                                                                 |                                   |                              |             |                                               |
| |                                                                                 |                                   |                              |             |                                               |
| Виспы | ウィスプ Висупу                                                                 | Wisps                             | —                            | Ж/М         | Sonic Colors (2010)                           |
| Виспы — инопланетные существа, впервые появившиеся в игре Sonic Colors. Доктор Эггман похищает их с родной планеты, и благодаря их силе строит межзвёздный парк развлечений. Сонику предстоит освободить их от лап безумного учёного. Существует множество различных видов Виспов, и каждый из них может дать определённую силу Сонику. В целом, Виспы представлены, как довольно игривые и дружелюбные существа, тратящие большую часть своего времени на игры. |                                                                                 |                                   |                              |             |                                               |
| |                                                                                 |                                   |                              |             |                                               |
| Якер | ヤッカー Якка:                                                                  | Yacker                            | Висп                         | М           | Sonic Colors (2010)                           |
| Якер — светло-голубой висп, посланец от других Виспов Сонику и молчаливый проводник в свой мир. Он рассказывает Сонику и Тейлзу о планах Эггмана и позже следует за ними. Хотя Якер не умеет говорить, он может понимать их речь. Имеет привычку синхронно повторять движение находящегося неподалёку существа. От других Виспов его отличает кудрявый «волос» на его голове. |                                                                                 |                                   |                              |             |                                               |
| |                                                                                 |                                   |                              |             |                                               |
| Кубот | キューボット Кюботто                                                            | Cubot                             | Робот                        | М (образ)   | Sonic Colors (2010)                           |
| Кубот — один из роботов Эггмана, аналог Орбота; впервые появившийся в Sonic Colors. Его голосовой процессор застрял на «ковбойском режиме» из-за наличия неправильно установленного чипа, когда он был построен. Из-за этого на протяжении всей игры его голос и акцент изменяются. |                                                                                 |                                   |                              |             |                                               |
| |                                                                                 |                                   |                              |             |                                               |
| Мать Виспов | マザーウィスプ Мадза: Висупу                                                    | Mother-Wisp                       | Висп                         | Ж           | Sonic Colors (2010)                           |
| Мать Виспов — финальный босс игры Sonic Colors на Nintendo DS. Она — мать Якера, управляемая Доктором Эггманом с помощью специального устройства, и из-за этого превращённого в Нега Висп. Якер просит Соника остановить свою мать, Соник соглашается и, превратившись в Супер Соника, сражается с ней. После победы над ней, она превращается в свою обычную форму. Соник узнаёт, что она мать не только Якера, но и всех Виспов, а также создательница планеты Виспов. Она благодарит Соника и вместе с Виспами отправляется домой. |                                                                                 |                                   |                              |             |                                               |
| |                                                                                 |                                   |                              |             |                                               |
| Пожиратель Времени | タイム・イーター Таиму И:та:                                                    | Time Eater                        | Неизвестное существо / Робот | М (образ)   | Sonic Generations (2011)                      |
| Пожиратель Времени — таинственный монстр, владеющий пространством и временем, который появился в игре Sonic Generations. Доктор Эггман роботизировал его, а затем использовал его силу, чтобы вернуться во времени и исправить свои ошибки в прошлом. |                                                                                 |                                   |                              |             |                                               |
| |                                                                                 |                                   |                              |             |                                               |
| Смертоносная Шестёрка | _                                                                               | deadly six                        | Зети                         | М/Ж         | Sonic Lost World (2013)                       |
| Состав: - Мастер Зик — основатель Смертоносной шестёрки - Завок — фактический лидер Шестёрки - Зазз - Зена - Зомом - Зор |                                                                                 |                                   |                              |             |                                               |
| |                                                                                 |                                   |                              |             |                                               |
| Лирик | _                                                                               | Lyric                             | Змея-Киборг                  | М           | Sonic Boom: rise of lyric (2014)              |

## Вырезанные персонажи
| Имя на русском | Имя на английском | Вид     | Пол | Появился/планировался в |
| --- | ----------------- | ------- | --- | ----------------------- |
| Мадонна | Madonna           | Человек | Ж   | Sonic the Hedgehog      |
| Мадо́нна — вырезанный персонаж из самой первой игры о Сонике, Sonic the Hedgehog. Впервые идея Мадонны была предложена дизайнером Хирокадзу Ясухарой как романтический интерес для ежа Соника. Мадонна изображалась как женщина-блондинка с голубыми глазами и в облегающем красном платье, влюблённая в главного героя и всюду следующая за ним (позже в игровой серии место такого персонажа заняла Эми Роуз). Менеджер по продукту Мэдлин Шродер решила отказаться от реализации Мадонны в Sonic the Hedgehog, чтобы «смягчить» игру для детской аудитории и игроков в разных странах, поскольку считала, что с Мадонной Sonic the Hedgehog будет выглядеть слишком «японской». |                   |         |     |                         |
| |                   |         |     |                         |
| Ашура | Ashura            | Ёж      | М   | Sonic the Hedgehog 2    |
| Ашура — имя, которое фанаты серии дали Сонику с зелёно-чёрной расцветкой из Sonic the Hedgehog 2. В действительности, такой Соник является лишь графической ошибкой игры, персонифицированной игроками и названной Ашурой. Она появляется, если при активированном режиме Debug Mode на уровне «Emerald Hill Zone» в Sonic 2 поставить несколько водопадов, наложенных друг на друга — после помещения Соника на это же место он сменит свои цвета на зелёный и чёрный. Поскольку Ашура не является настоящим персонажем со своей предысторией и значимостью, он стал популярен и развит в творчестве фанатов серии Sonic the Hedgehog. Также к Ашуре могут отсылать персонажи из комиксов - ёж Скордж (злобный двойник Соника с Анти-Мобиуса) и тенрек Сёрдж (которая ненавидит Соника и хочет доказать, что она круче и сильнее его). |                   |         |     |                         |
| |                   |         |     |                         |
| Вехния | Wechnia           | Ехидна  | М   | Knuckles’ Chaotix       |
| Ве́хния, также известный как ********** является своеобразным глюком в игре Knuckles’ Chaotix. Выглядит почти так же, как и ехидна Наклз, но только в белом цвете, с красными иглами-дредами, глазами и перчатками. Несмотря на то, что это просто перекрашенный Наклз, Вехния сохраняет элементы Тейлза из прототипа игры, Sonic Crackers. Имя «Wechnia» образовано от слов white — белый и echidna — ехидна. Чтобы увидеть её, необходимо зайти в меню выбора уровня, и среди выбора персонажей найти несколько «звёздочек», обозначающих персонажа. |                   |         |     |                         |
| |                   |         |     |                         |
| Кошка Хани | Honey the Cat     | Кошка   | Ж   | Sonic the Fighters      |
| Ко́шка Ха́ни (яп. ハニー猫 Хани: Нэко) — вырезанный персонаж из игры Sonic the Fighters, жёлтая кошка с чёрной причёской, одетая в красное платье. Несмотря на то, что она была вырезана из игры, её данные все ещё существует в версии для аркадного автомата. При игре за Хани, у неё наблюдается глюк: один её глаз смотрит на противника, а другой — в противоположном направлении. Однако этот глюк исчезает после заставки с поражением Метал Соника. Примечательно, что при выборе вторым игроков такого же персонажа, что и первый, у Хани, в отличие от других персонажей Sonic the Fighters, клон цветной, а не серый. «Вторая» Хани имеет жёлтые волосы, голубое платье и розовый мех, также у неё нет движений. Клон Хани можно увидеть в открывающем ролике игры Fighting Vipers на Sega Saturn. Кошка Хани, скорее всего, основана на персонаже Хани из этой же игры, так как, несмотря на то, что она человек, а не кошка, Хани из Fighting Vipers имеет одинаковые позы и внешность, как и у Хани из Sonic the Fighters. В переиздании игры Хани была добавлена как секретный персонаж. При её разблокировании игрок получает достижение. |                   |         |     |                         |
| |                   |         |     |                         |
| Тиара Бубовски | Tiara Boobowski   | Мэнкс   | Ж   | Sonic X-treme           |
| Тиа́ра Бубо́вски, или коротко Тиа́ра Би — персонаж, придуманный для отменённой игры Sonic X-treme, разработка которой прекратилась в 1997 году. Она представляла собой кошку породы мэнкс, имела любовный интерес к Сонику, и, возможно, должна была быть принцессой. Кристианн Сенн, её создатель, разрабатывал её как мужественную героиню, с характером под стать Сонику. Тиара должна была стать одним из четырёх игровых персонажей в Sonic X-treme; её режим игры должен был заключать в себя слияние двумерного геймплея с возможностью перемещаться в дополнительной 2D плоскости. Тиара могла выполнять классические движения серии, такие как Spin Dash; в дополнение она могла использовать свой скипетр для атак. Тиара появилась в качестве камео в № 134 комиксов Sonic the Hedgehog. Её отец Газебо Бубовски (в версии сюжета Майкла Косаки — Король Cyberooski), должен был стать целью Соника: профессором, знающим рецепт лекарства от смертельного вируса. |                   |         |     |                         |
| |                   |         |     |                         |
| Назо | Nazo              | Ёж      | М   | Sonic X                 |
| На́зо — неизвестный ёж светящегося серебристо-голубого цвета, относящийся к мультсериалу Sonic X. Непосредственно в самом мультсериале этот персонаж ни разу не появлялся; его можно было увидеть только в раннем трейлере к Sonic X, а также на официальном японском сайте Sega, где присутствовало изображение этого персонажа с подписью «Nazo.jpg». Это, однако, может не являться именем персонажа, поскольку слово nazo по-японски означает «таинственный», что подчёркивает неизвестное происхождение и роль этого ежа во вселенной Sonic the Hedgehog, о которых создатели мультсериала Sonic X так и не дали какой-либо информации. Однако, позже стало известно, что Назо — прототип супер-формы Соника в Sonic X. В фанатском творчестве Назо описывается как воплощение негативной энергии Изумрудов Хаоса в облике ежа (потому что силу Изумрудов чаще использовали Соник, Шэдоу и Сильвер). |                   |         |     |                         |

## Оценка критиков
Некоторые критики считают персонажей серии её недостатком. Например, в статье «Как Sega может спасти Соника» сайта 1UP.com, Джереми Пэриш пишет, что для спасения серии необходимо перестать создавать множество персонажей, либо сделать их фоновыми и неигровыми, оставив игрокам только главного героя Соника. IGN поместил всех персонажей серии, кроме Соника и Эггмана, на второе место в своём списке «Персонажей компьютерных игр, которые должны умереть». Редактор IGN Колин Мориарти пояснил, что с введением Тейлза, Наклза и остальных серия стала более ненадёжной. Как бы обращаясь к компании Sega, он пишет: «Вы можете поместить всех персонажей в автобус, и Роботник взорвёт их, или просто никогда больше не вспоминать о них. В любом случае, мы будем рады, и серия будет спасена». Другой редактор IGN, Леви Бьюкенен, также отрицательно высказался о персонажах, посчитав, что компания зашла слишком далеко, добавляя всё новых героев, большинство из которых далеко отдаляются от основной механики серии.
Тем не менее некоторые персонажи были положительно приняты критиками. Главный герой серии Соник был помещён на 10 место в списке пятидесяти лучших персонажей компьютерных игр по версии книги рекордов Гиннесса в 2011 году, а антигерой Шэдоу — 25-е. IGN поставил доктора Эггмана на девятое место в десятке самых запоминающихся злодеев, назвав его «видеоигровым врагом PETA номер один». В 2010 году Роботник занял 11-е место среди «100 лучших злодеев компьютерных игр» от IGN.